# Schloss Hof
Schloss Hof (ehemals Schloßhof, ursprünglich Hoff an der March) ist das größte der sechs Marchfeldschlösser. Es liegt östlich von Wien in der Ortschaft Schloßhof in der Marktgemeinde Engelhartstetten im Bezirk Gänserndorf in Niederösterreich, unweit der March, die die Grenze zur Slowakei bildet, und ist weithin sichtbar auf einer Geländekante der Flussterrasse angelegt. Die barocke Schlossanlage besteht im Wesentlichen aus dem eigentlichen Schlossgebäude, einem siebenterrassigen Barockgarten in Ost-West-Richtung, einer Meierhofanlage mit zwei Orangerien im Norden und zwei großen Stallungen im Westen.
Das Schloss wurde in den 1620er Jahren östlich der damaligen mittelalterlichen Feste Hof errichtet. Nachdem Prinz Eugen von Savoyen die Anlage 1725 erworben hatte, baute er sie zu einem repräsentativen Landsitz aus. 1755 kam das Schloss in den Besitz von Österreichs Landesherrin Maria Theresia. Von 1773 bis 1775 erfolgte ein Um- und Ausbau zum heutigen Erscheinungsbild durch Franz Anton Hillebrandt. Bis 2019 wurde der Barockgarten im historischen Erscheinungsbild rekonstruiert.

## Geschichte

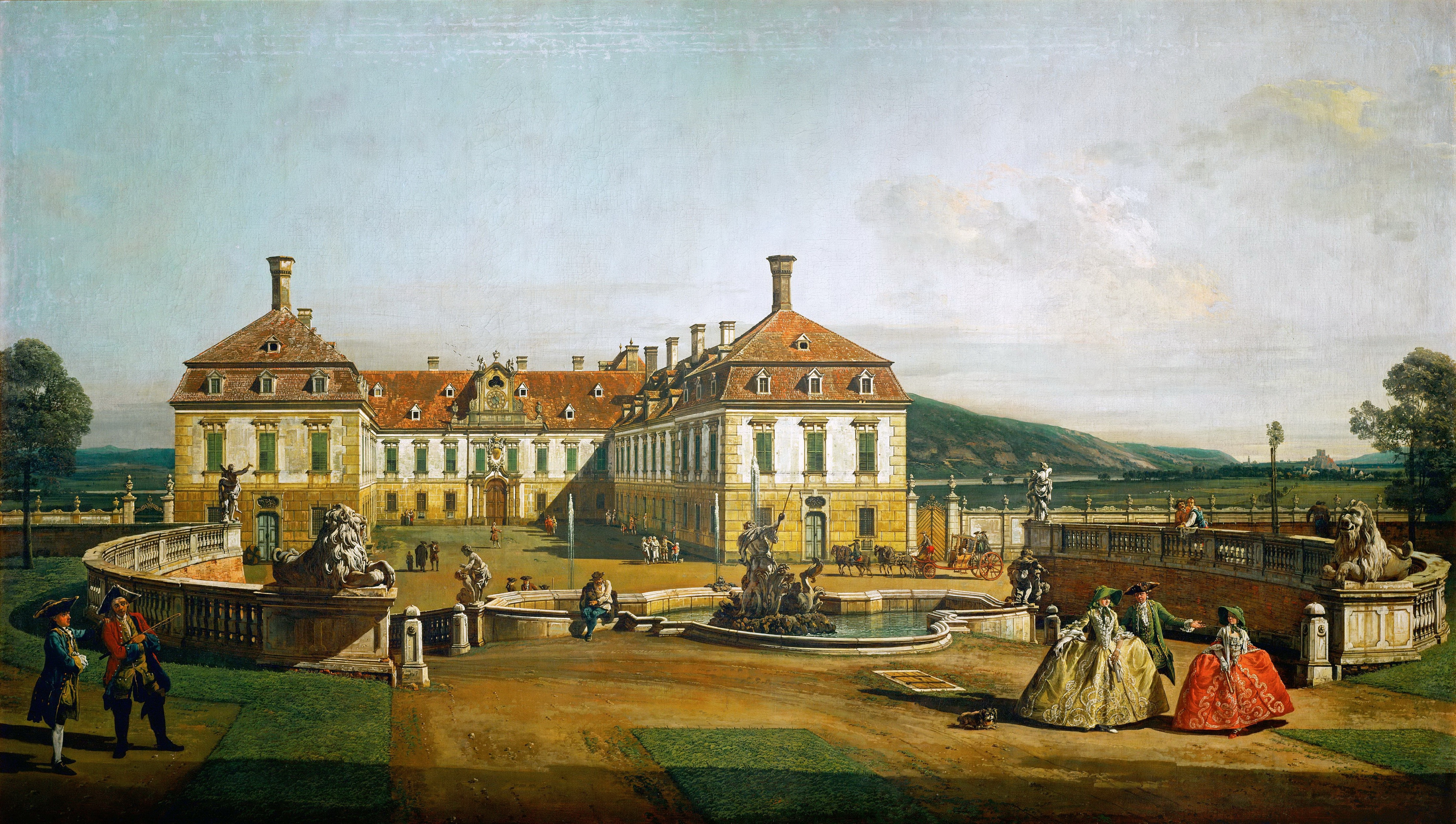
Bernardo Bellotto: Das kaiserliche Lustschloss Schloss Hof, Ehrenhofseite, 1759–1760, vor der Aufstockung durch Joseph II.; Kunsthistorisches Museum, Wien

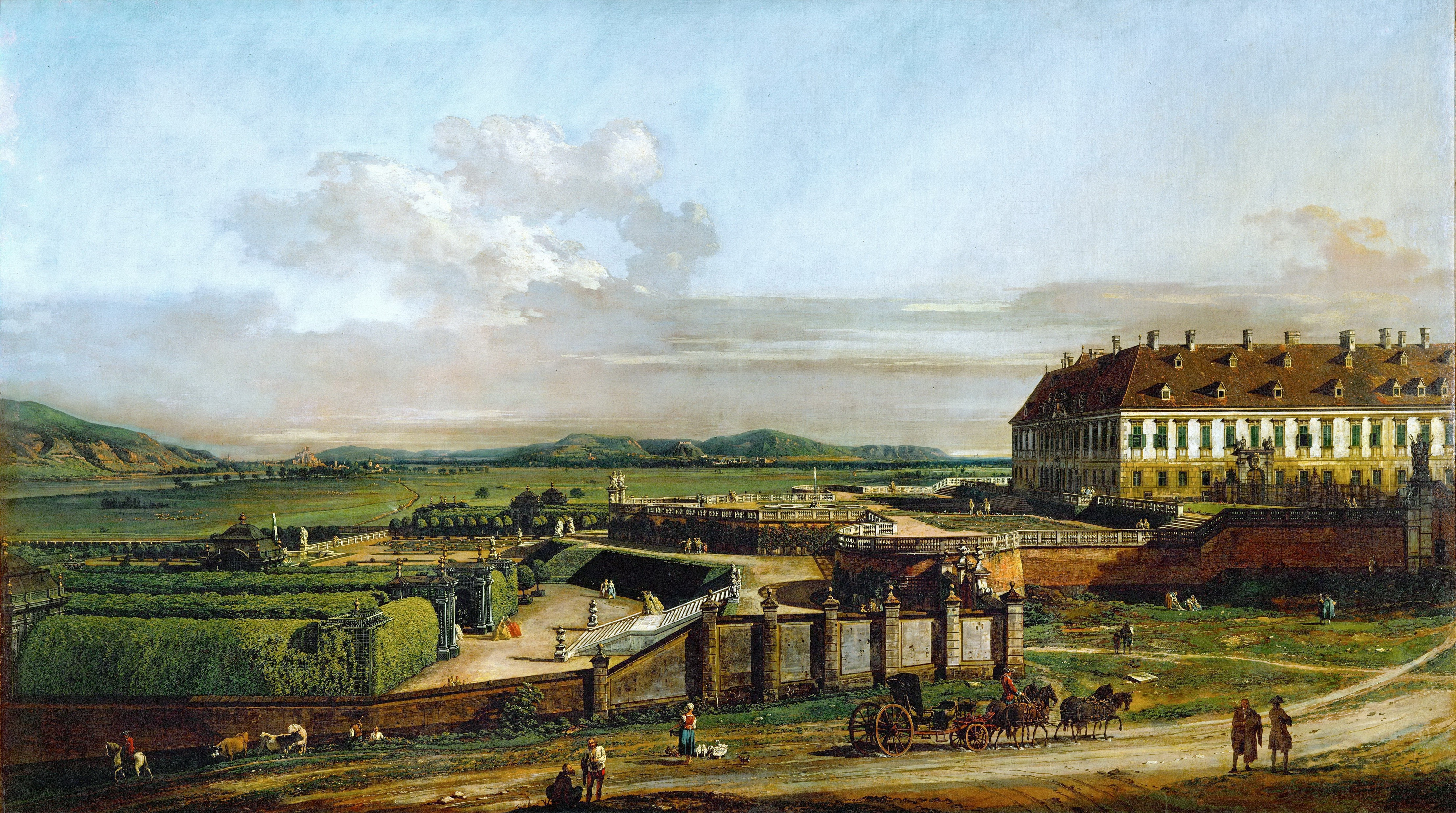
Bernardo Bellotto: Das kaiserliche Lustschloss Schloss Hof, Ansicht von Norden, 1759–1760, Kunsthistorisches Museum, Wien

Schloss Hof, Prinz Eugen spricht mit seinem Verwalter (Bild von Franz Wacik, 1913)

Die im 12. und 13. Jahrhundert erstmals erwähnte „Veste Hof“ war lange Zeit im Besitz der Eckartsauer, die bis 1507 das Privileg auf den Schutz der Furt über der March genossen. Im frühen 16. Jahrhundert fiel die „Veste Hof“ kurzzeitig in die Hände der Pollheimer, bevor sie schließlich von Eustachius Pranckh von Rickersdorf aus dem steirischen Adelsgeschlecht Pranckh zu Rickersdorf erworben wurde. Wiederholte Schäden durch Überschwemmungen veranlassten seinen Sohn Friedrich von Pranckh dazu, den Familiensitz 1620 auf den „Hofberg“ zu verlegen. Er ließ sich ein Renaissancekastell errichten, das über ein Jahrhundert lang unverändert blieb.
1725 erwarb Prinz Eugen von Savoyen, einer der erfolgreichsten österreichischen Feldherren, das Renaissancekastell und den Markt Hof. Er beauftragte Johann Lucas von Hildebrandt damit, das Kastell zu einem barocken Jagdschloss umzubauen. Wie in seinem Gartenpalais in Wien ließ der Prinz auch auf Schloss Hof viele der Steinbildhauerarbeiten im Inneren und im Garten von den Kaisersteinbrucher Meistern unter Leitung von Hofsteinmetzmeister Elias Hügel ausführen.
Nach dem Tode des Prinzen Eugen im Jahre 1736 erbte seine Nichte, Anna Viktoria von Savoyen, das Schloss, das sie ihrem Gemahl, Joseph Friedrich von Sachsen-Hildburghausen, nach der Hochzeit des Paares 1738 in Paris als Morgengabe überreichte. Von ihm erwarb es 1755 Maria Theresia und 1772 erweiterte es Joseph II. um ein Stockwerk. Dabei wurde auf der Ehrenhof-Seite des Corps de Logis der Mittelrisalit mit fünf Pilastern verbreitert und ein vereinfachter Frontispiz aufgesetzt, jedoch wiederum mit einer Uhr.
Im April 1766 heiratete Erzherzogin Marie Christine, Lieblingstochter Maria Theresias, in der Kapelle von Schloss Hof den Wettiner Albert Kasimir von Sachsen-Teschen. Der Wohnsitz des Paares lag in unmittelbarer Nähe von Schloss Hof: Die frisch Vermählten bezogen ihr neues Zuhause in Pressburg, wo Albert Kasimir von Sachsen-Teschen im Auftrag Maria Theresias als Statthalter für das Königreich Ungarn fungierte. Nach dem Tode Maria Theresias im Jahre 1780 und der Ernennung ihres Schwiegersohns zum Generalgouverneur der Österreichischen Niederlande mit Amtssitz in Brüssel geriet Schloss Hof in Vergessenheit und wurde fortan kaum mehr von der kaiserlichen Familie genutzt.
Unter Franz Joseph I. wurde das Schloss 1898 dem Heer als Ausbildungsstätte übergeben, ebenso wie das gleichfalls von Maria Theresia und Franz Stephan als Jagd- und Landsitz genutzte Schloss Holíč, das 70 km nördlich liegt. Das Mobiliar wurde in verschiedenen Depots des Hofärars in Wien untergebracht. Im Ersten Weltkrieg wurde die k.u.k. Marineakademie aus Fiume aus Sicherheitsgründen für kurze Zeit hierher verlegt, doch bereits im Sommer 1915 übersiedelte die Akademie weiter nach Braunau am Inn.
Während des Zweiten Weltkriegs war die Reit- und Fahrschule des Wehrkreises 17 der Wehrmacht auf Schloss Hof untergebracht. In der anschließenden Besatzungszeit (1945–1955) war die Rote Armee in den Räumen des Schlosses einquartiert, da Niederösterreich zur sowjetischen Besatzungszone gehörte.
Heute erinnern viele original erhaltene Einrichtungsgegenstände auf Schloss Hof an Prunk und Pracht der barocken Zeit. Im Rahmen der Vorbereitung der Niederösterreichischen Landesausstellung im Prinz-Eugen-Jahr 1986 (250. Todesjahr des Prinzen) wurde die Beletage des Schlosses restauriert und das noch erhaltene Mobiliar aus der Barockzeit, das in Depots in Österreich lagerte oder in österreichischen Botschaften im Ausland genutzt wurde, nach Schloss Hof zurückgeführt. Ein geplantes Gipfeltreffen im Schloss anlässlich der österreichischen EU-Ratspräsidentschaft im Jahr 2006 wurde wegen sicherheitstechnischer Bedenken nicht durchgeführt. Die Orangerie im Meierhof wurde revitalisiert und Anfang Mai 2007 wiedereröffnet. 2019 wurde die Instandsetzung von Schloss Hof mit der kompletten Wiederherstellung des Barockgartens abgeschlossen.

### Regelmäßige Veranstaltungen
Schloss Hof ist ganzjährig geöffnet, doch die Öffnungszeiten sind im Winter etwas kürzer als im Sommer. Zu den wiederkehrenden Programmpunkten auf Prinz Eugens ehemaligem Sommersitz zählen neben den Frühlings- und Herbstgartentagen der barocke Tierumzug am 1. Mai, der große Ferienspaß im August und das große Pferdefest, das Marchfelder Erntedankfest sowie das Drachensteigfest im Spätsommer bzw. Herbst. Auch der Ostermarkt im März bzw. April und der Weihnachtsmarkt an den fünf Wochenenden vor dem Heiligen Abend haben sich mittlerweile zu alljährlichen Veranstaltungen entwickelt, die hohe Besucherzahlen verzeichnen und sich großer Beliebtheit erfreuen. Seit 2009 lädt die Sommernacht der Marchfelder zu Tanz und Geselligkeit in den Reithallen von Schloss Hof: Im Juni 2015 lockte der Ball bereits zum 7. Mal hunderte Gäste auf das Areal von Prinz Eugens barockem Lustschloss.
Vom 15. März bis zum 29. November 2017 war in Schloss Hof ein Teil der Jubiläumsausstellung 300 Jahre Maria Theresia: Strategin – Mutter – Regentin anlässlich des 300. Geburtstages der Kaiserin zu sehen. Der Schwerpunkt lag hier auf Bündnissen und Feindschaften.

## Barockgarten

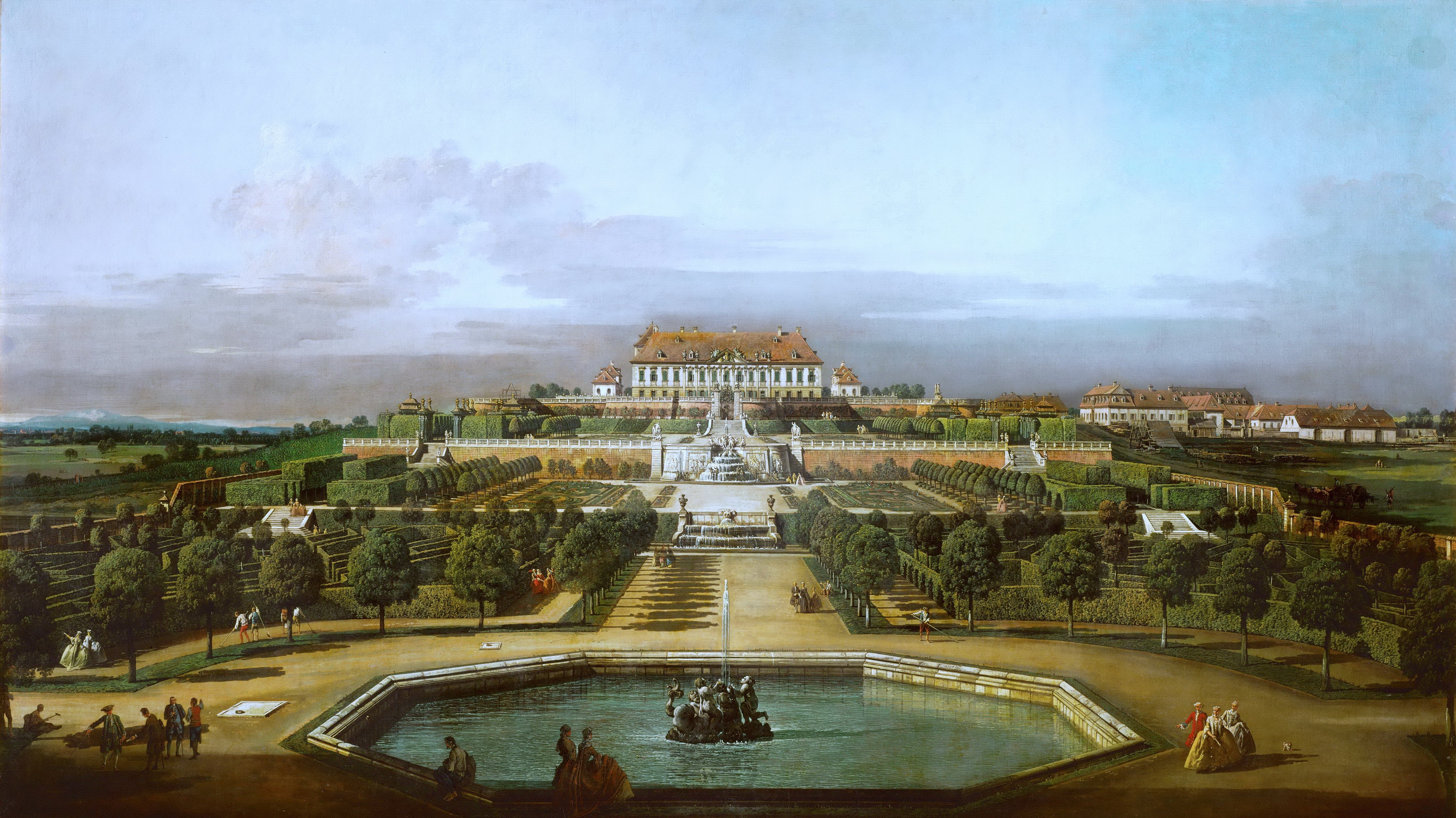
Bernardo Bellotto: Das kaiserliche Lustschloss Schloss Hof, Gartenseite, 1759–1760, Kunsthistorisches Museum, Wien

Auf dem 50 ha großen Areal befindet sich neben dem Schloss auch ein großer Barockgarten mit zahlreichen Treppen, Brunnen und Statuen. Da sich Kaiserstein gut bearbeiten lässt, wenn er noch bruchfeucht ist, ist das Gestein aus Kaisersteinbruch in vielfältiger Form im Garten von Schloss Hof verarbeitet, etwa als Stufenstein und in den Brunnenanlagen, aber auch als Bildhauerstein, wie bei den beiden Sphingen auf der Treppe von der vierten auf die fünfte Terrasse.
Der Garten von Schloss Hof gliedert sich in sieben Terrassen, von denen alle restauriert wurden. Er ist europaweit einer der wenigen, die seit ihrer Entstehung in ihrem Aufbau nicht verändert wurden. Der Garten ist zwar im Lauf der Zeit verwildert, wurde aber in den letzten Jahren nach alten Plänen, historischen Aufzeichnungen und großräumigen archäologischen Grabungen, bei denen die Originalfundamente von Brunnen wie der großen Kaskade auf der fünften Terrasse gefunden wurden, rekonstruiert. Das war möglich, da ein weiterer, sehr detailreicher Plan des Gartens, der sogenannte „Zinnerplan“, der lange verschollen war, im Jahr 2005 in Tirol wiedergefunden wurde. So weit wie möglich werden auch die Broderiebeete auf den Terrassen wieder mit in der barocken Zeit beliebten und weit verbreiteten Blumen wie der Tulpe bepflanzt. Sowohl bei der Frühjahrs- als auch bei der Sommerbepflanzung wird darauf geachtet, die Farben der Blumen in den Beeten nach deren prozentuellen Anteilen im barocken Garten des Prinzen Eugen zu wählen.

### Gartenbeschreibung

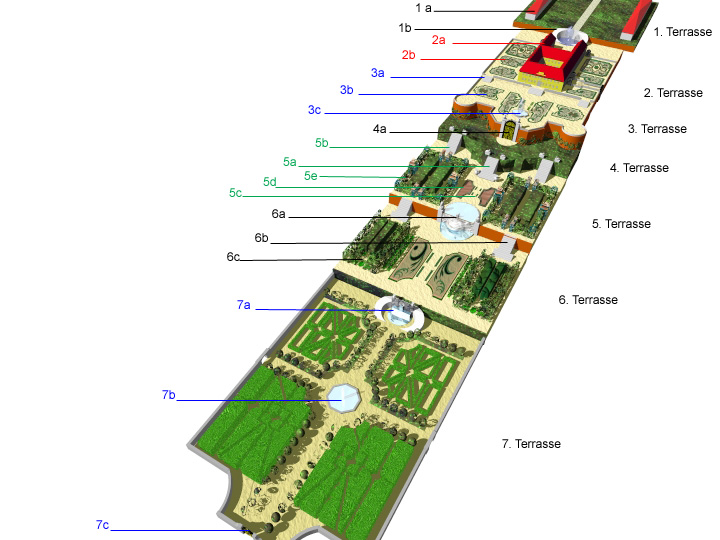
Rekonstruktion des Gartens von Schloss Hof. Die Bezeichnungen 1a bis 7c beziehen sich auf die nachfolgenden Terrassenbeschreibungen

Der Barockgarten besteht aus sieben Terrassen, die sanft nach Osten zur March hin abfallen. Von wem der Gartenentwurf stammt, ist nicht eindeutig gesichert. Das Konzept der abfallenden Terrassen wird Lucas von Hildebrandt und die Gestaltung des Gartens dem Fontainier Dominique Girard zugeschrieben. Die Ausführung lag in den Händen des Garteninspektors Anton Zinner sowie des Feldingenieurs Ludwig Seibb. Die Schmiedeeisenarbeiten wiederum wurden von Johann Georg Oegg und Christian Kremer ausgeführt. Für die Wasserversorgung und den Betrieb der Fontänen wurden im nahen Groißenbrunn Speicherbecken angelegt. Als Quellen für die Wiederherstellung des Gartens dienen die drei Gemälde Canalettos von Schloss Hof aus der Zeit um 1760: die Ehrenhofseite, die Gartenansicht und die Ansicht von Norden, alle im Kunsthistorischen Museum in Wien.
Vier weitere Pläne des Gartens werden zu dessen Revitalisierung herangezogen:
- Der Windpässingerplan, entstanden um 1727, im Bildarchiv der Österreichischen Nationalbibliothek. Er stammt von Johann Georg Windpässinger und zeigt die ersten drei Terrassen und den Meierhof. Bemerkenswert ist die detailgenaue Darstellung der Broderieparterre.
- Der Albertina-Plan aus der Zeit nach 1775 in der Grafischen Sammlung Albertina. Dieser Plan zeigt alle sieben Terrassen. Obwohl Details der zweiten und dritten Terrasse auf dem Plan nicht dargestellt werden, ist er für die Revitalisierung der fünften, sechsten und siebten Terrasse von besonderer Bedeutung.
- Der Gruberplan aus der Zeit um 1825, ebenfalls in der Grafischen Sammlung Albertina. Er ist im Wesentlichen mit dem Albertina-Plan ident, belegt jedoch eine erste Reduktion der aufwendigen Treillagen auf der fünften Terrasse.
- Der Zinnerplan wurde erst 2005 in einem Archiv in Innsbruck entdeckt und beinhaltet neben einer genauen Darstellung der Broderieparterre auch eine Abbildung der Pavillons zwischen den Treillagen auf der fünften Terrasse.

#### Die erste Terrasse

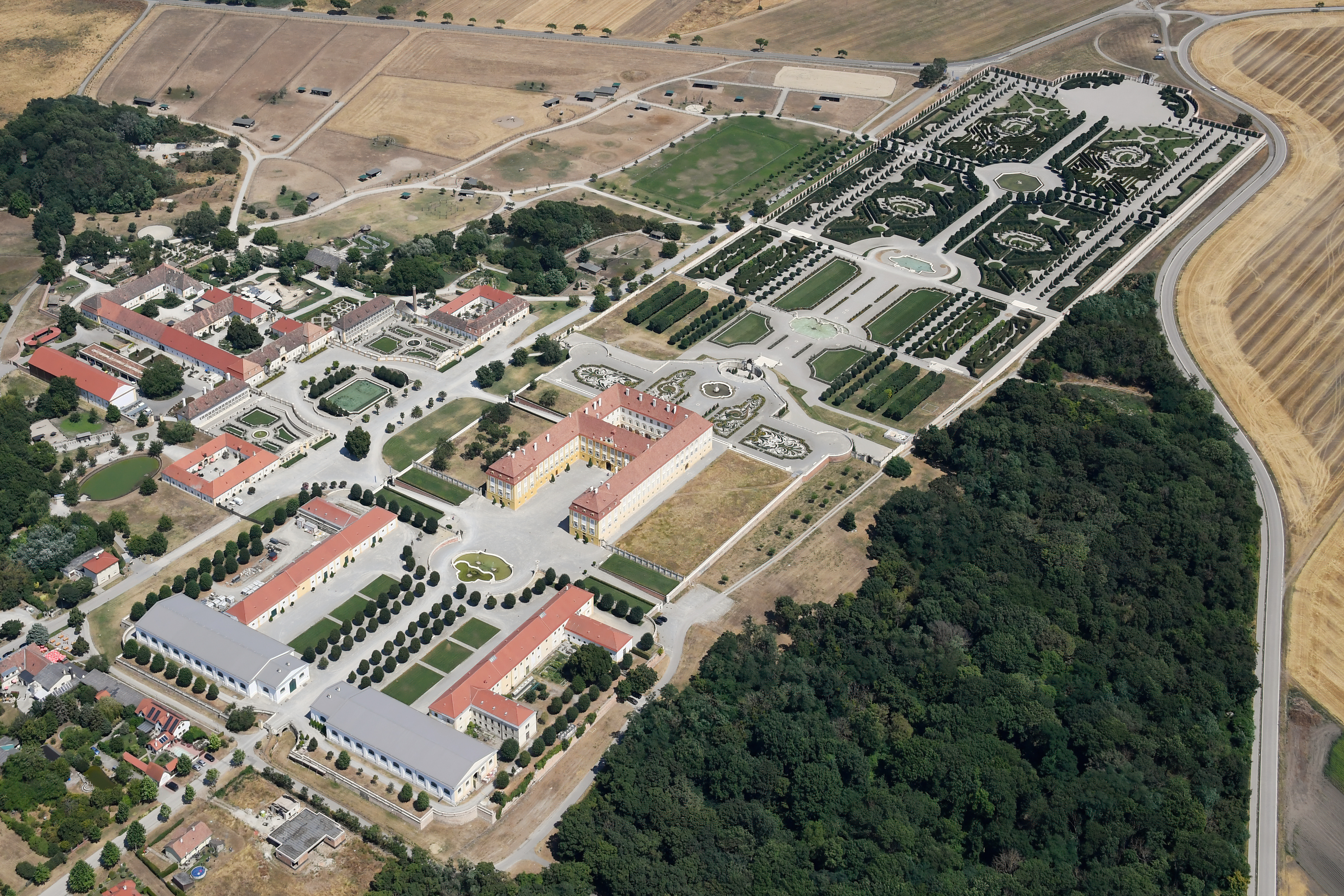
Luftbild des Barockgartens von Südwesten mit den Terrassen 1–4 im Vordergrund

Eine Allee führte vom Schloss Niederweiden zum Haupteingang und zum Vorhof des Schlosses. Weder das Tor zu diesem Vorhof noch die Brücke, die den befestigten Graben mit Mauer überspannte, sind erhalten geblieben.
Seitlich stehen zwei parallele Stallungsbauten (1a). In der Geländestufe zur zweiten Terrasse befand sich der Neptunbrunnen (1b), wie er am Gemälde der Ehrenhofseite von Canaletto zu sehen ist. Er wurde jedoch im 19. Jahrhundert zugeschüttet, sodass nur die beiden seitlichen Rampen erhalten blieben. Während der Arbeiten zur Revitalisierung des Gartens wurden in den Jahren 2004–2006 die Fundamente des Neptunbrunnens freigelegt und die Brunnenfassung nach den originalen Plänen rekonstruiert. Der Figurenschmuck, allen voran die namensgebende Neptunstatue, blieb jedoch verschollen.

#### Die zweite Terrasse

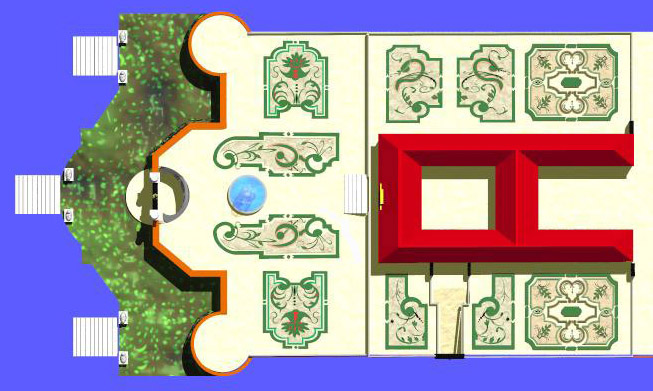
Rekonstruktion der 2. bis 4. Terrasse

Durch den Anbau der seitlichen Flügel (2a) unter Lucas von Hildebrandt an das ursprüngliche Kastell entstand der Ehrenhof, in dem Prinz Eugen in den 1730er Jahren seine Besucher empfing. Die seitlichen Broderieparterre (2b), links und rechts vom Schloss, sind nicht wiederhergestellt worden und wurden stattdessen durch Rasenflächen ersetzt.

#### Die dritte Terrasse

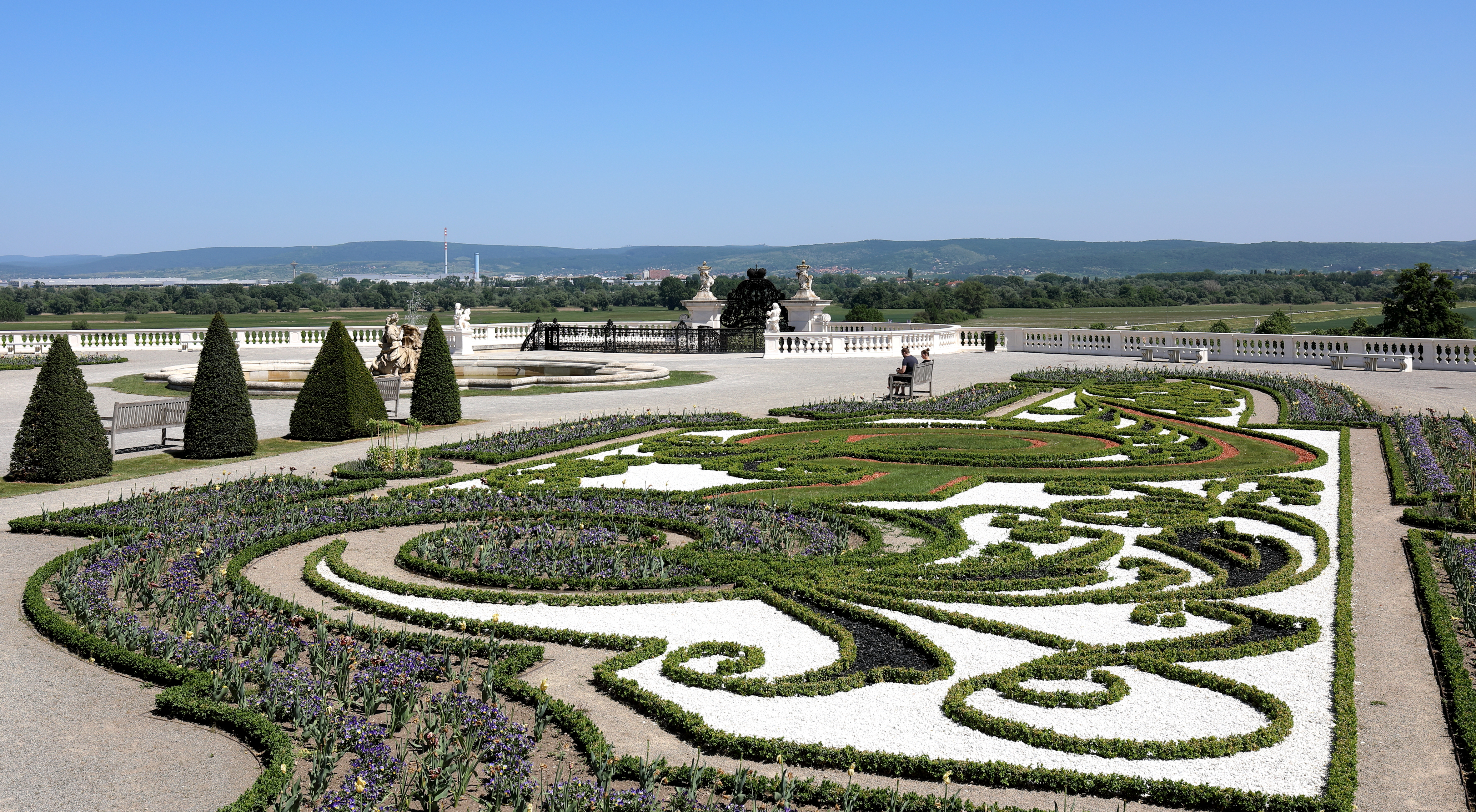
Die unmittelbare ostseitige Gartenterrasse des Schlossgebäudes

Drei Treppen (3a) führen von der zweiten auf die dritte Terrasse. Im Jahr 2004 wurde der Asphalt, der die Wege bedeckte, abgetragen und mit der Anlage der Broderieparterre (3b) begonnen. Im Frühjahr 2005 wurden die Parterre entsprechend den Vorlagen das erste Mal bepflanzt. Zur farblichen Gestaltung dient neben dem Grün der Buchsrabatten und Rasenfelder roter Ziegelsplitt, weißer Marmorkies und schwarzer Kohlebruch. Die Mitte der Terrasse ziert der Najadenbrunnen (3c).

#### Die vierte Terrasse
In der Hauptachse führen zwei halbrunde Treppenarme von der dritten hinab auf die vierte Terrasse, die man durch ein schmiedeeisernes Tor betritt. Die Treppenläufe umschließen eine Brunnengrotte (4a) mit Statuen des Danuvius, dem Flussgott der Donau, und der Flussgöttin March. An der sechs Meter hohen Mauer der dritten Terrasse, die in zwei seitliche Bastionen mündet, wuchsen ursprünglich Spalierobstbäume, die im Jahr 2010 nachgepflanzt wurden.

#### Die fünfte Terrasse

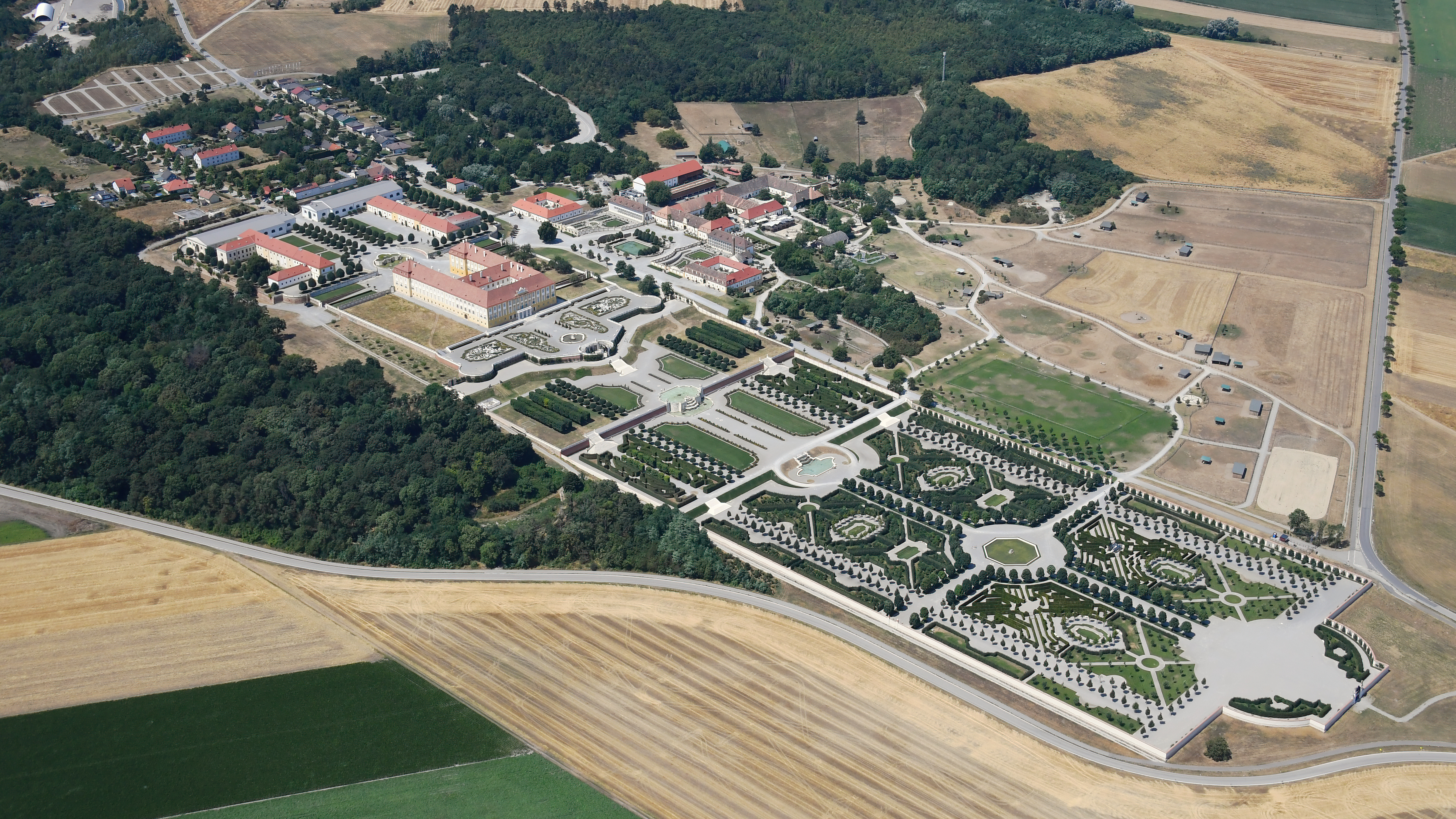
Luftbild des Barockgartens von Südosten mit den Terrassen 5–7 im Vordergrund

Drei Treppen führen auf die fünfte Terrasse. Die breite Mitteltreppe (5a), an deren Seiten zwei Sphingen über den barocken Garten von Schloss Hof wachen, ist noch erhalten. Auf den schneckenförmigen Treppenenden standen Vasen, die zu einem späteren Zeitpunkt im Kammergarten von Schloss Schönbrunn aufgestellt und 2008 durch originalgetreue Kopien ersetzt wurden. Von den beiden seitlichen Treppen (5b) sind nur die Rampen und die Figuren der vier Jahreszeiten am Treppenantritt geblieben. Die Jahreszeiten sind durch die folgenden allegorischen Figuren dargestellt: Flora symbolisiert den Frühling, Apoll den Sommer, Bacchus den Herbst und Vesta den Winter. 1991 wurden im Auftrag des Bundesdenkmalamts Bodengrabungen durchgeführt, welche die Anlage der Wege, die Formen der Parterre und die Fundamente der Treillagen, so wie sie auf den Plänen zu sehen sind, zu Tage förderten. Im Anschluss an die Grabungen wurde wieder eine Humusschicht aufgebracht und mit der Anpflanzung der Alleen begonnen. 2005 wurde die Terrasse wieder symmetrisch angelegt und besteht nun ausgehend von der Mittelachse aus einem schmalen bepflanzten Rasenstreifen (5c) (plate-bande), einem Rasenparterre (5d) umrandet mit von Buchs eingefassten Blumenrabatten (parterre de broderie mêlée de massifes de gazon) und einer geschnittenen Allee. Ursprünglich befand sich hier noch eine Treillage (5e), die jedoch noch nicht wiederhergestellt worden ist.

#### Die sechste Terrasse
In der Mittelachse befindet sich die große Kaskade (6a). 1843 wurde sie wegen Baufälligkeit abgerissen und durch eine simple Stützmauer aus grob behauenen Steinen ersetzt. Bei den Wiederherstellungsarbeiten 2016–2017 wurden große Teile der bis dahin als verschollen geglaubten Reliefs des Originalbrunnens in der Stützmauer wiederentdeckt und konnten so in die Rekonstruktion eingearbeitet werden. Wie zu barocker Zeit stürzt das Wasser über fünf Schalen in das untere Becken. Vom Figurenschmuck sind die seitlichen Allegorien Prinz Eugens Staatskunst (6b) und Prinz Eugens Kriegsruhm (6c) sowie ein Teil der Neptun-Thetis-Gruppe erhalten geblieben, ebenso die beiden seitlichen Treppen (6d). Der Figurenschmuck, die Puttengruppen der vier Erdteile und Elemente, hingegen fehlt. Der Erdteil Amerika und das Element Wasser befinden sich heute im Oberen Belvedere. Die Terrasse ist seit 2006 wieder symmetrisch mit einem Rasenparterre mit Blumeneinfassung (6e), einer offenen, geschnittenen Allee und einer geschnittenen Hecke bepflanzt (6f).

#### Die siebente Terrasse

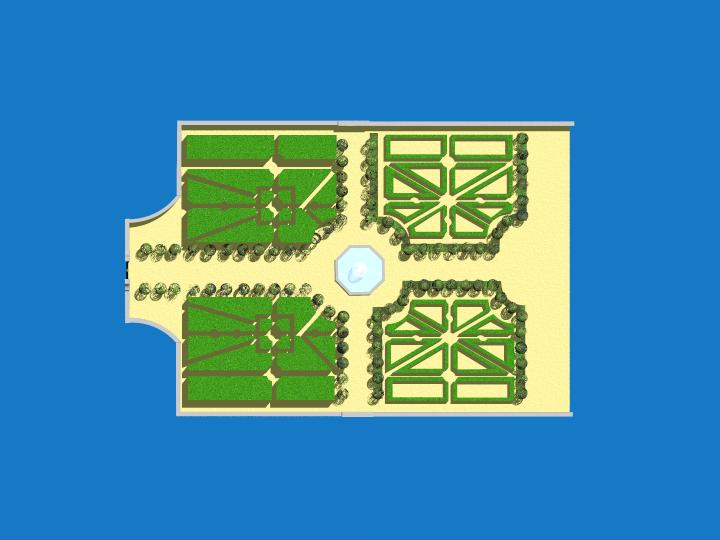
Rekonstruktion der 7. Terrasse

Durch die kleine Kaskade (7a) überwindet das Wasser die Geländestufe zur siebenten Terrasse. Lange Zeit waren nur noch die spangenförmigen, seitlichen Rampen vorhanden. Die vom Mauerwerk verbliebenen Reste waren zum Schutz vor weiterer Verwitterung mit Erdreich bedeckt worden. 2009 begann man mit der Wiederherstellung der kleinen Kaskade, die 2010 fertiggestellt wurde. Durch eine Längs- und Querachse ist die Terrasse in vier Felder geteilt. Im Kreuzungspunkt befindet sich eine oktogonale Fontäne (7b), die nur als Bodensenke erhalten geblieben war und erst 2007 wiederhergestellt wurde. Ursprünglich schoss die Fontäne aus dem Maul eines Seeungeheuers, das in die Villa Erhard in Bad Deutsch-Altenburg abtransportiert worden war, jedoch 2003 nach Frankreich verkauft wurde. Heute ist eine Kopie der Skulptur an den ursprünglichen Platz zurückgekehrt. 2017 begann man mit der Schlägerung des Mischwaldes, der sich im 19. Jahrhundert auf einem Großteil der Terrasse ausgebreitet hatte. Im Zuge von archäologischen Grabungen wurden barocke Wegstrukturen aufgefunden, die mit dem historischen Originalplan übereinstimmen und wiederhergestellt wurden. Ebenso wurden die beiden Stiegen auf den erhalten gebliebenen Mauerresten wieder aufgebaut. 2019 wurden die Rekonstruktionsarbeiten abgeschlossen.
Das Marchtor (7c) am unteren Ende des Gartens markiert den Übergang von der unterworfenen in die freie Natur.

## Meierhof

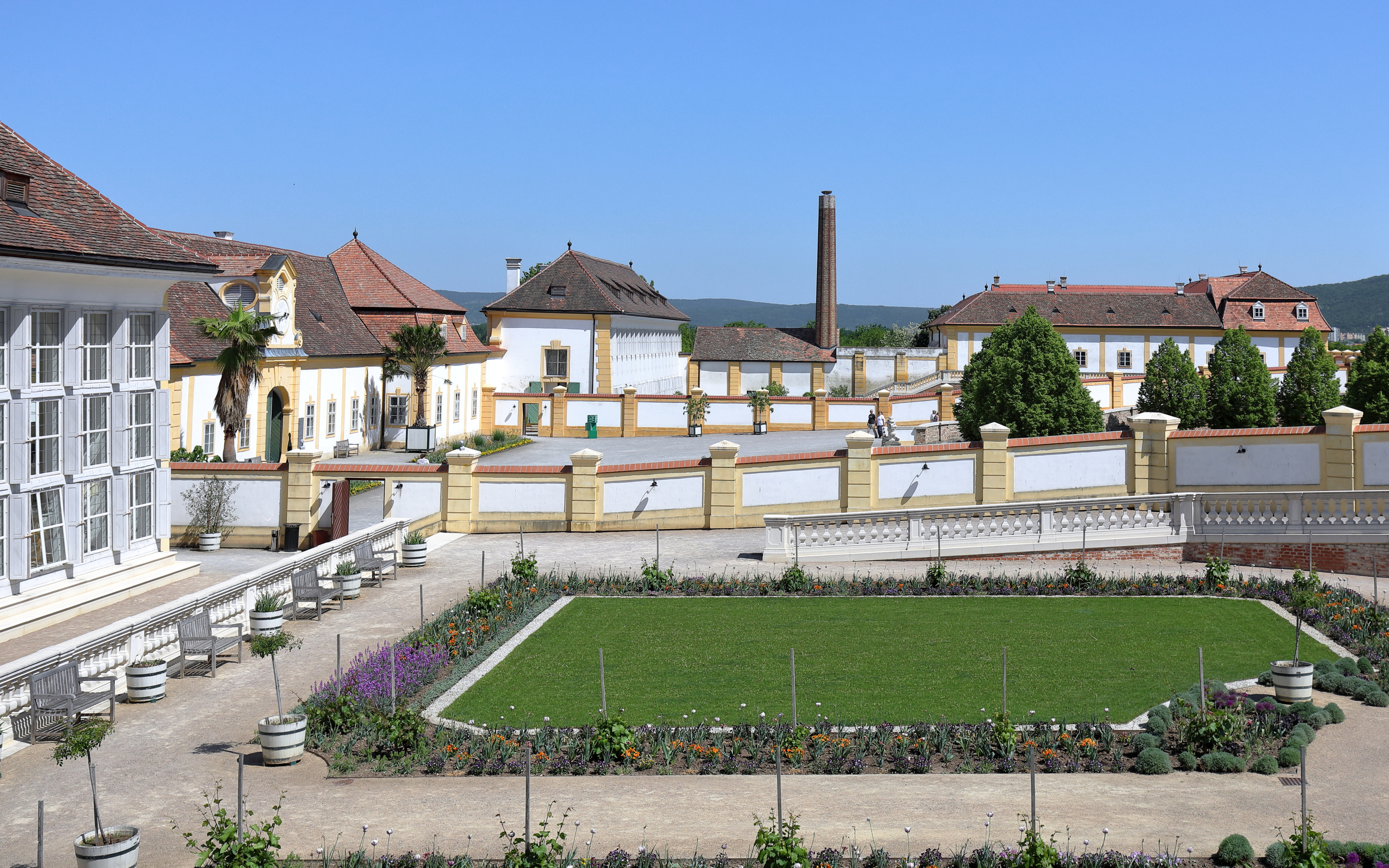
Die Meierei und die beiden Orangerien (Richtung Osten)

Auch der barocke Gutshof, einer der größten noch erhaltenen Meierhöfe in Europa, wurde wiederhergestellt und für die Öffentlichkeit zugänglich gemacht. Im Meierhof wurden Werkstätten eingerichtet, anhand derer die Besucher das barocke Leben kennenlernen können (Drechslerei, Töpferei, Korbflechterei, Gärtnerei, Schnapsbrennerei). Die beiden spiegelgleichen Orangerien, die an den Meierhof anschließen zählen zu den größten und auch ältesten (1729/30) barocken Bauten dieses Typus in Europa. Zudem besitzen sie die einzige erhaltene und wieder in Funktion gesetzte unterirdische Warmluftheizung.
Barocke Haustierrassen wohnen heute wieder in den Stallungen und auf den Weiden des Hofes. Beteiligungen an Zuchtprogrammen sollen ein Aussterben altösterreichischer Rassen wie der im 19. Jahrhundert weit verbreiteten Noniuspferde verhindern. Auf den Weiden grasen Lipizzaner, Noriker, Brillenschafe und Kamele sowie einige der weltweit letzten österreich-ungarischen weißen Esel.

## Brücke über die March
2012 wurde an der Stelle, an der bereits zu Zeiten Maria Theresias eine Brücke über die March führte, die Fahrradbrücke der Freiheit eröffnet.

## Verwaltung
Bis 2002 fiel Schloss Hof in die Kompetenz der Burghauptmannschaft Österreich. 2002 wurde die „Marchfeldschlösser Revitalisierungs- und Betriebsgesellschaft m.b.H.“ (MRBG) gegründet, die bis 2015 für die Verwaltung des Schlosses verantwortlich zeichnete, doch nach einem kritischen Rechnungshofbericht bereits 2012 zu einer Tochter der Schloß Schönbrunn Kultur- und Betriebsgesellschaft (SKB) wurde. Im Juli 2015 schließlich wurden die MRBG und die SKB miteinander verschmolzen, sodass Schloss Hof, das sich nach wie vor in Bundesbesitz befindet, nun unter der Verwaltung letzterer steht.

## Foto- und Videogalerie

### Videos zur Wiederherstellung der Terrasse und des Meierhofs
- 1. Terrasse
- 3. Terrasse
- 4. Terrasse
- 5. Terrasse
- 6. Terrasse
- 7. Terrasse
- Meierhof

### Historische Fotos – vor Beginn der Revitalisierung 2004

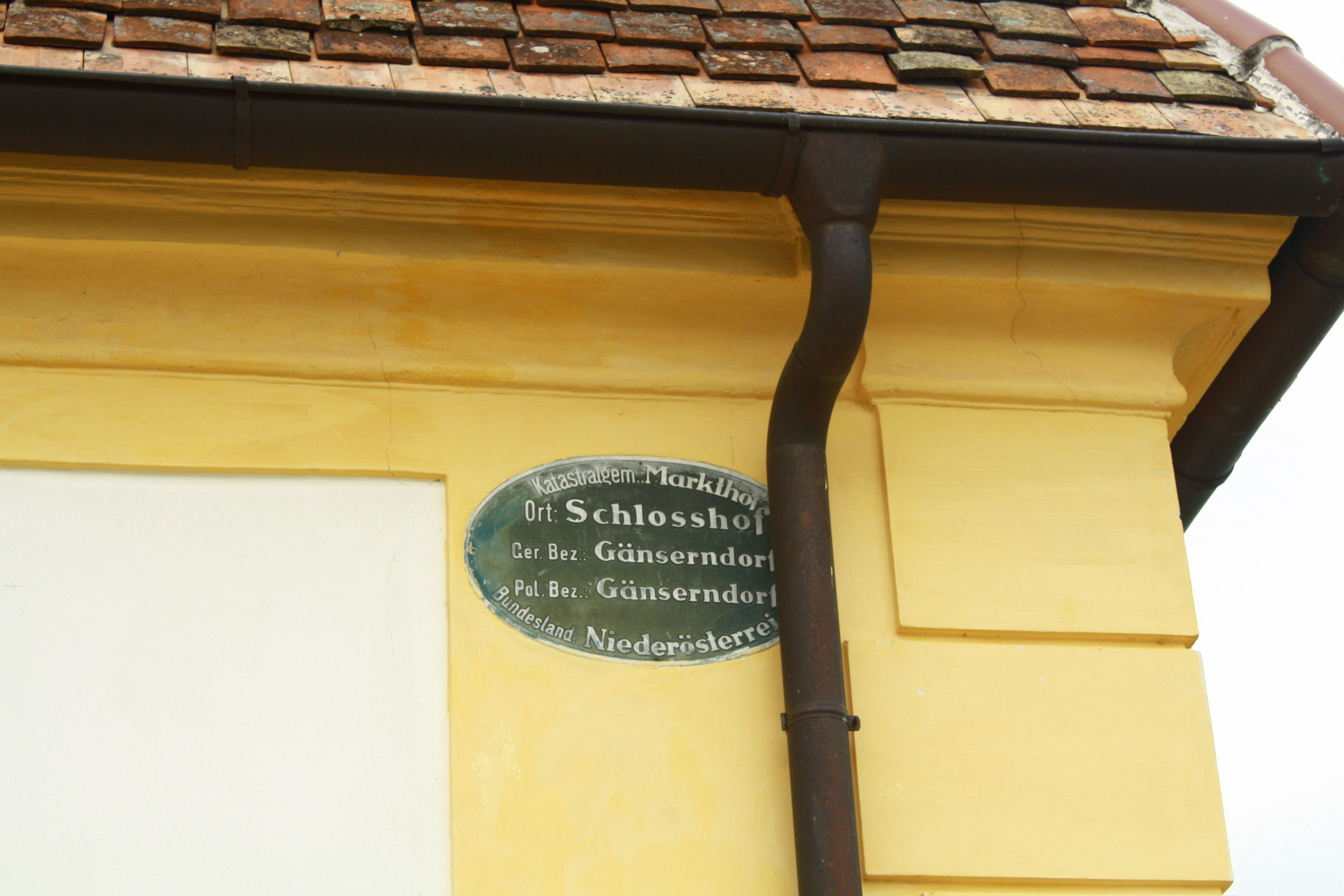
Ortschaftstafel
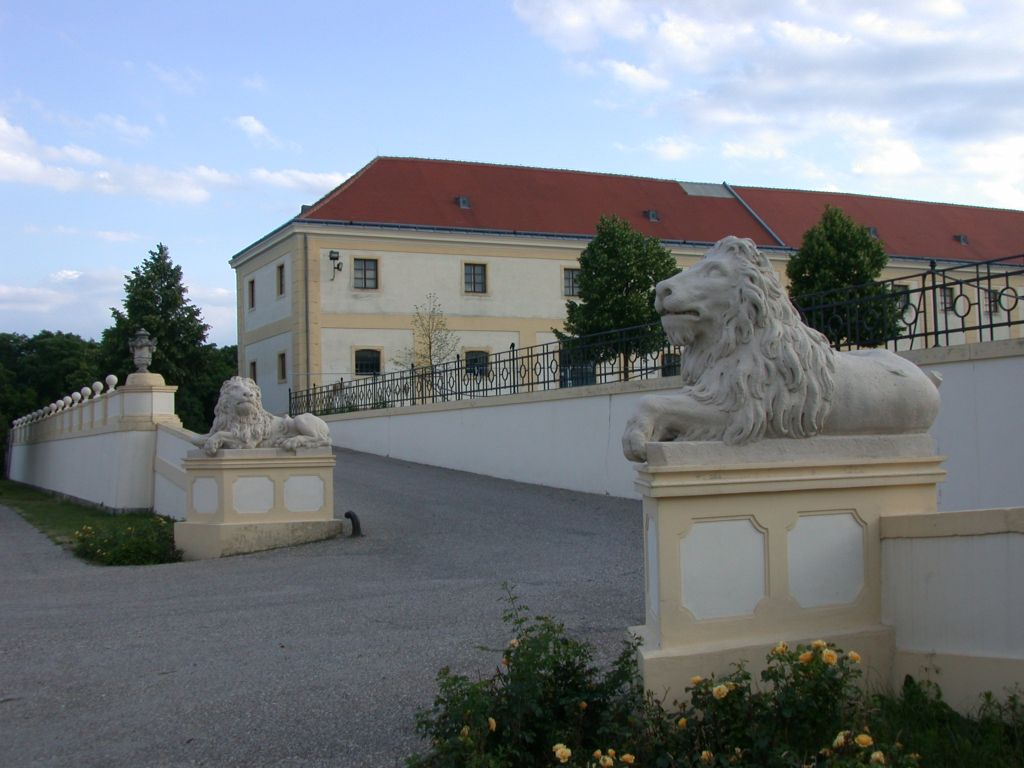
Schloss Hof – ehem. Neptunbrunnen vor der Revitalisierung
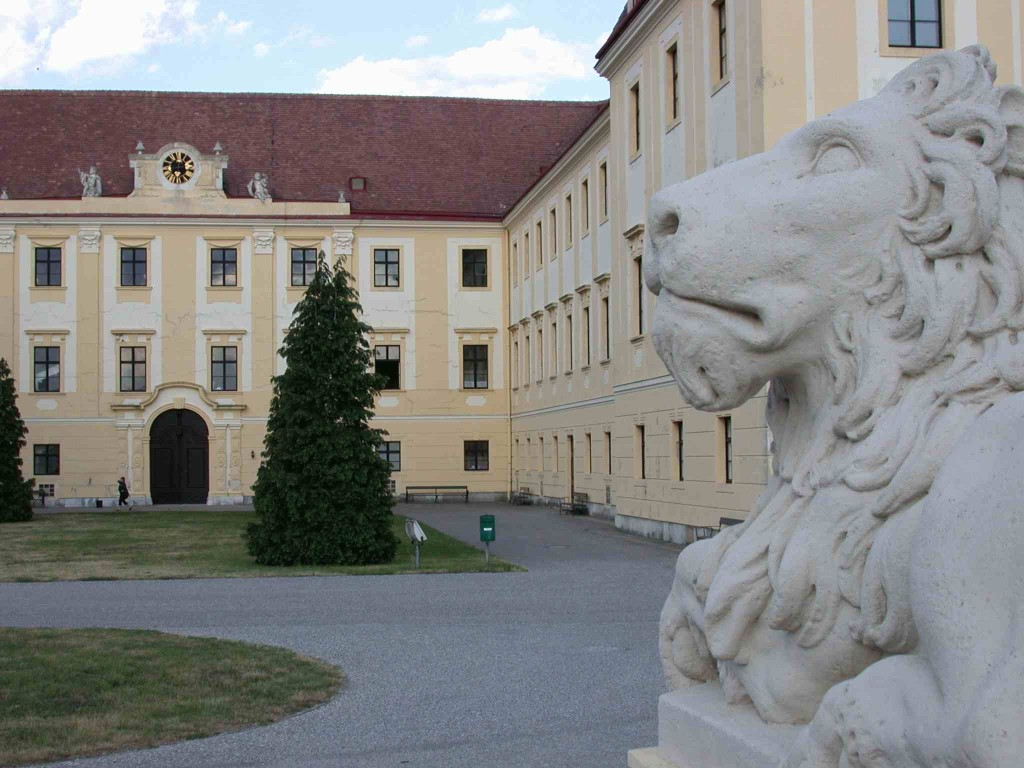
Schloss Hof – Ehrenhof vor der Revitalisierung
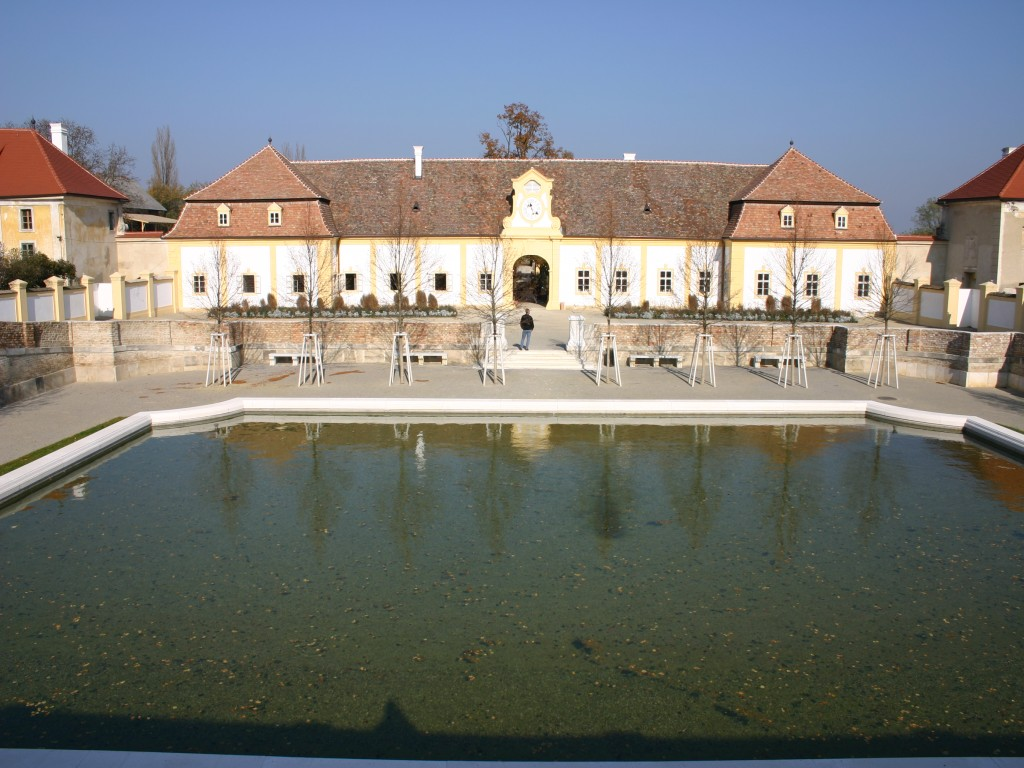
Meierhof – das Spiegelbecken
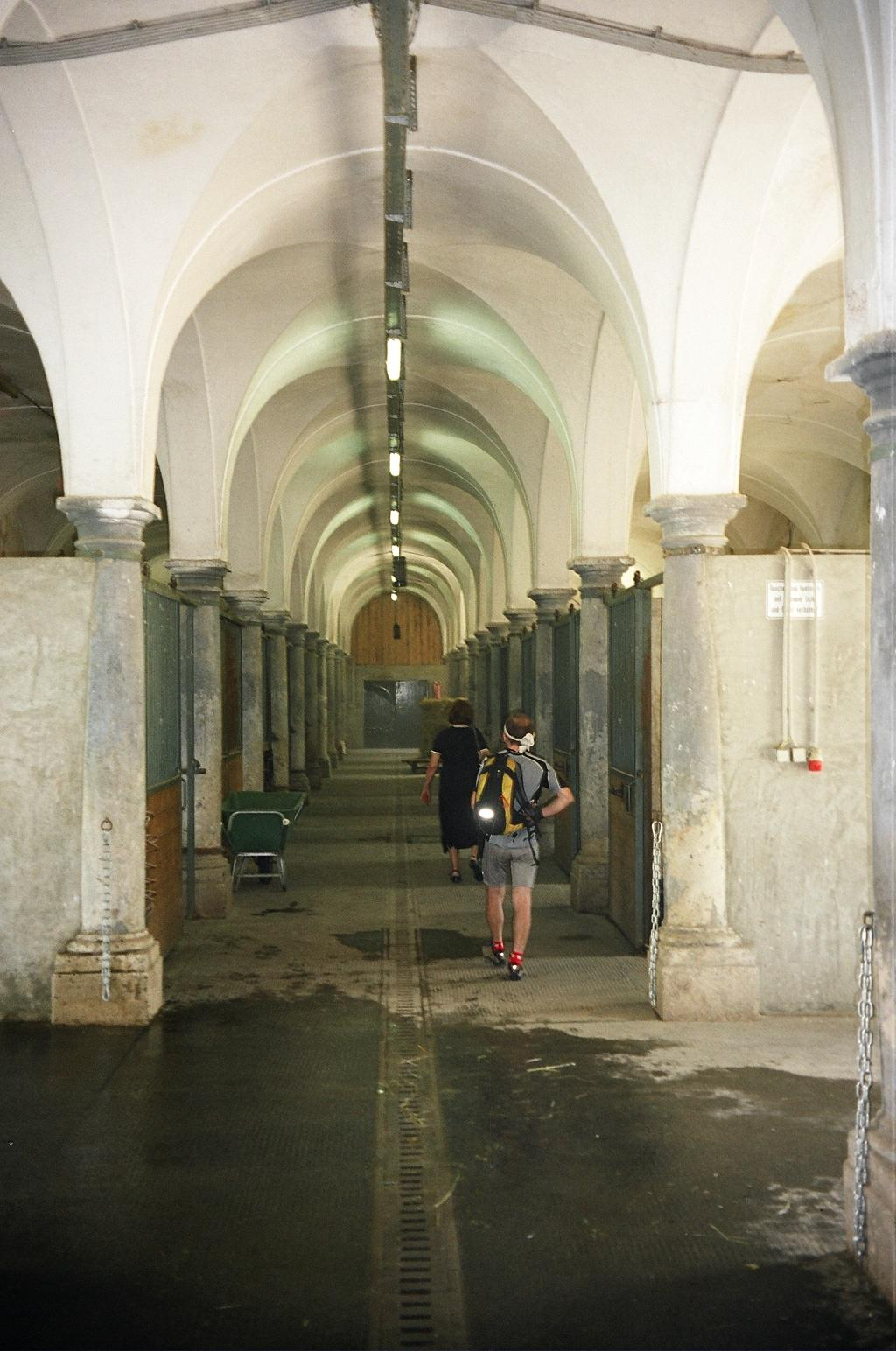
Stallungen
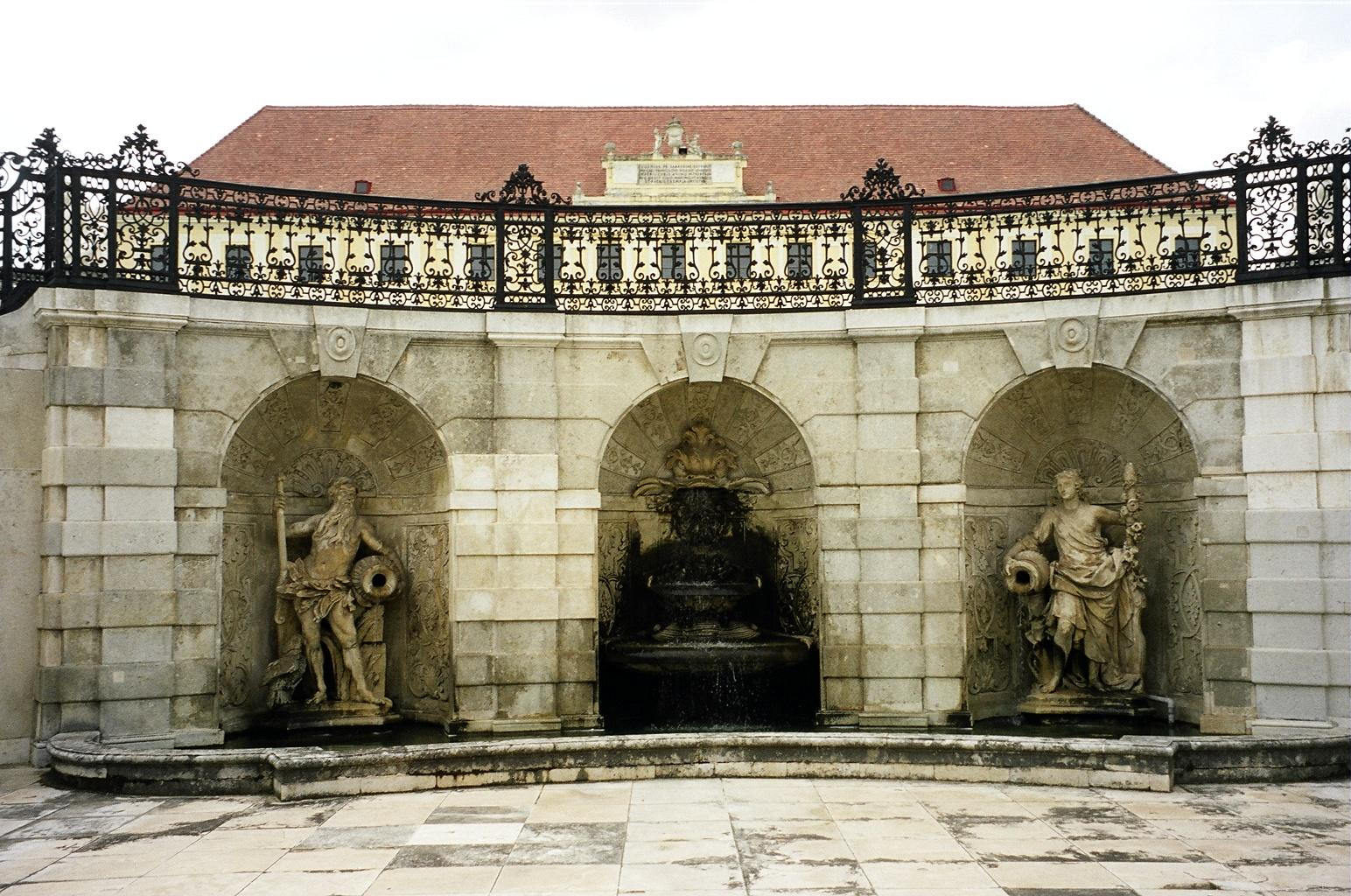
Brunnengrotte (4a)
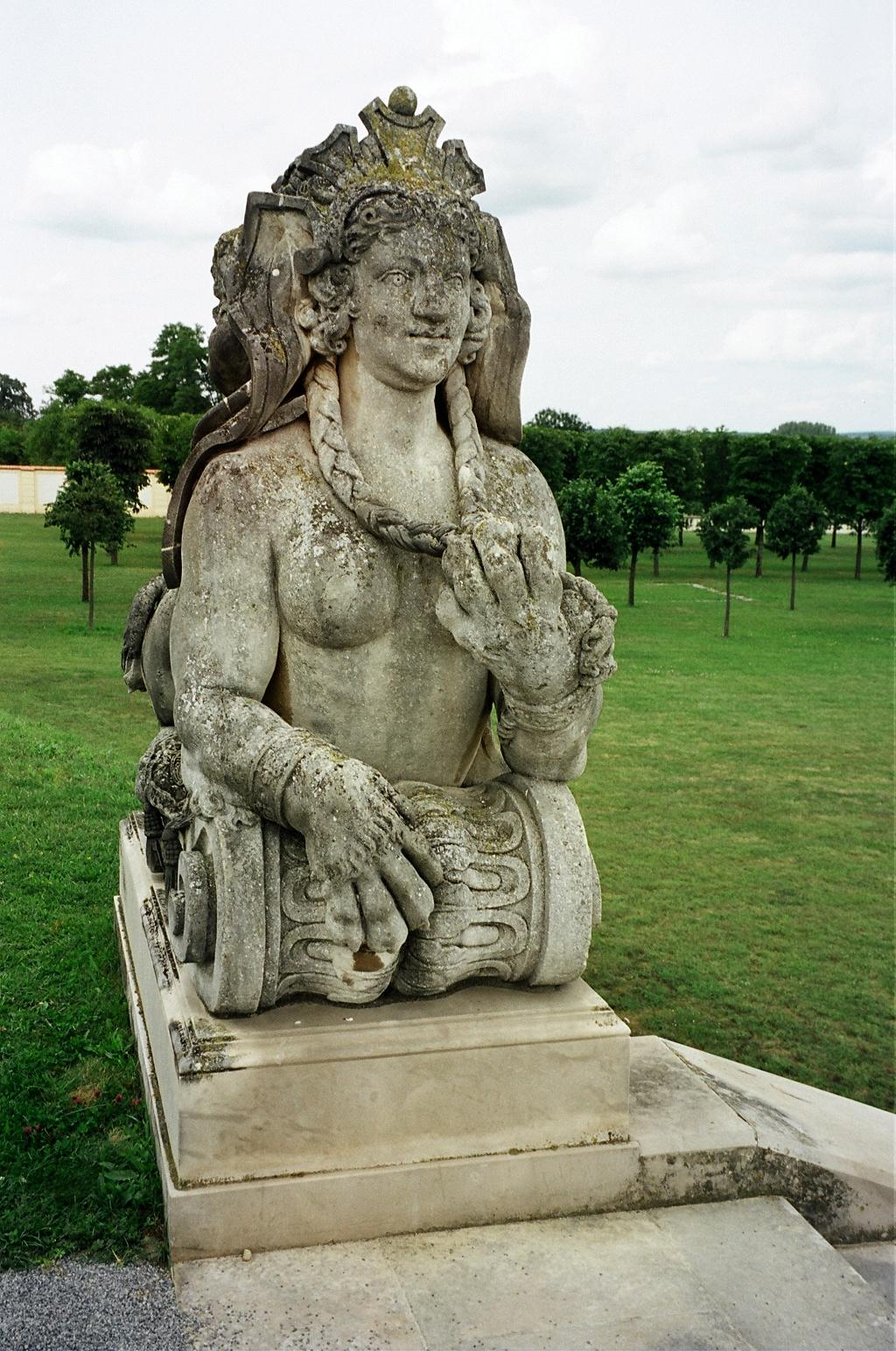
Eine der beiden – hier steinsichtigen – Sphingen, die das Tor bewachen
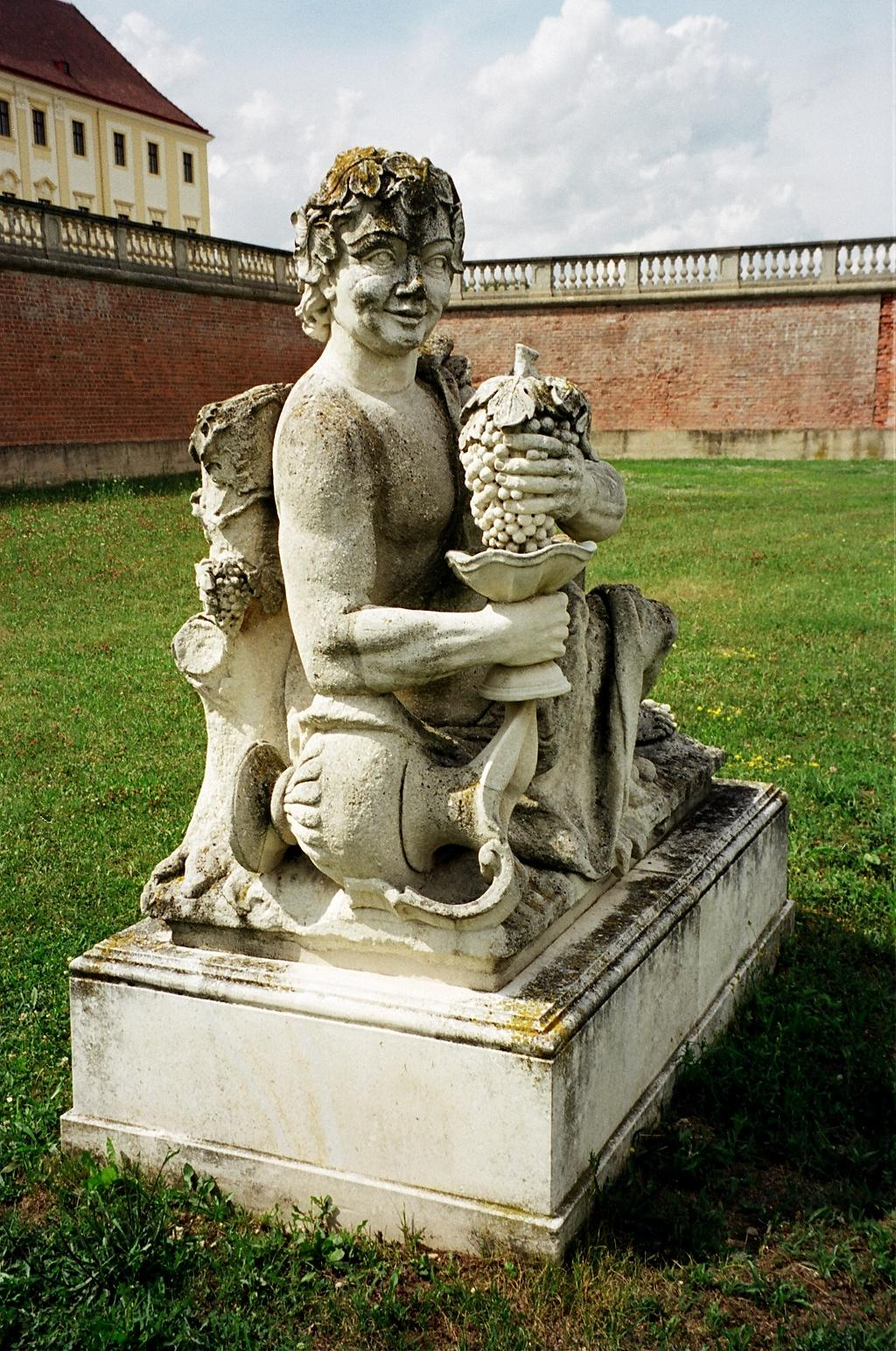
Gott Bacchus – Figurengruppe Die 4 Jahreszeiten
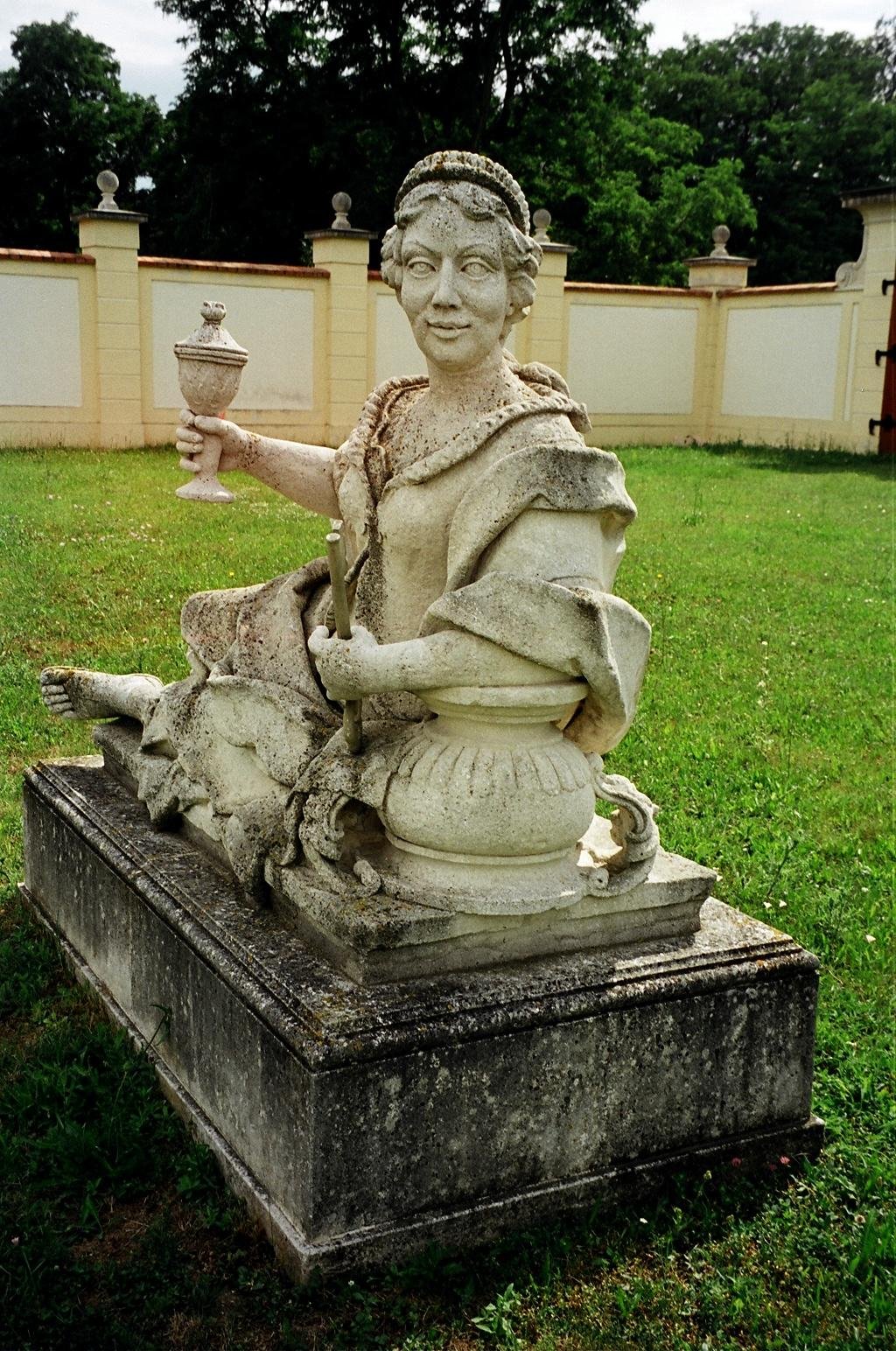
Göttin Vesta – Figurengruppe Die 4 Jahreszeiten
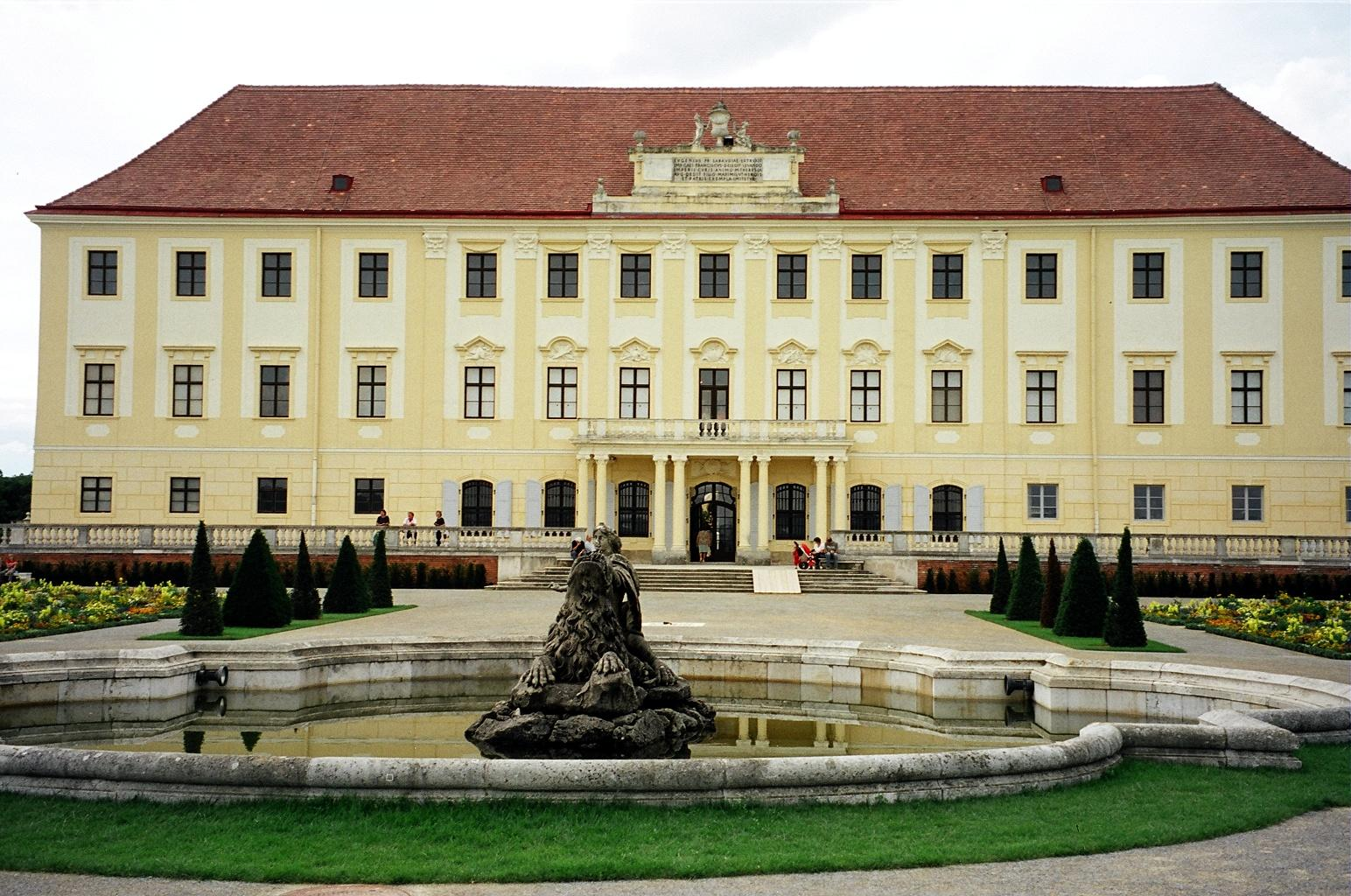
Najadenbrunnen aus dem Kaisersteinbrucher Stein
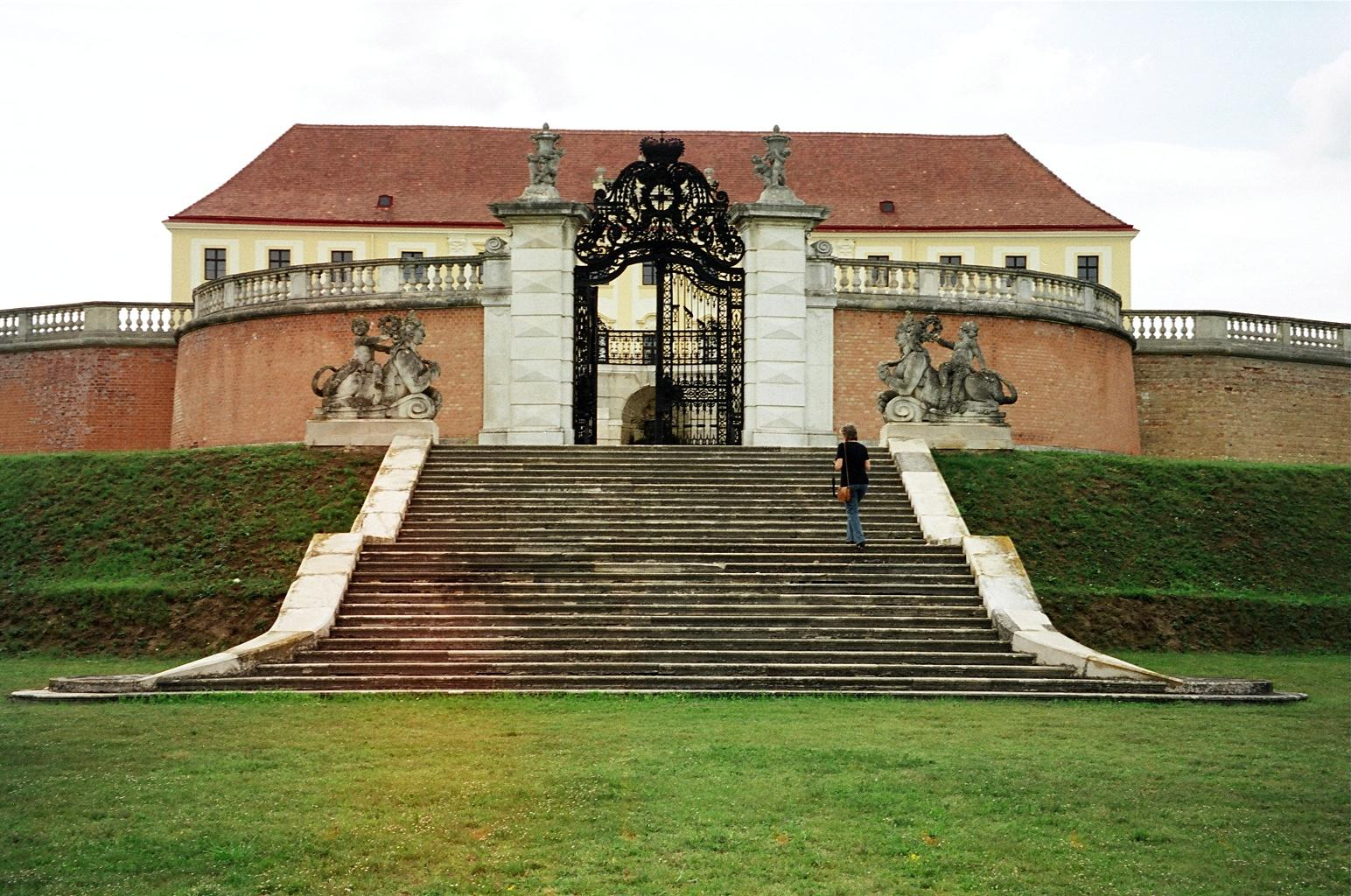
Große Treppenanlagen, ebenfalls aus Kaiserstein
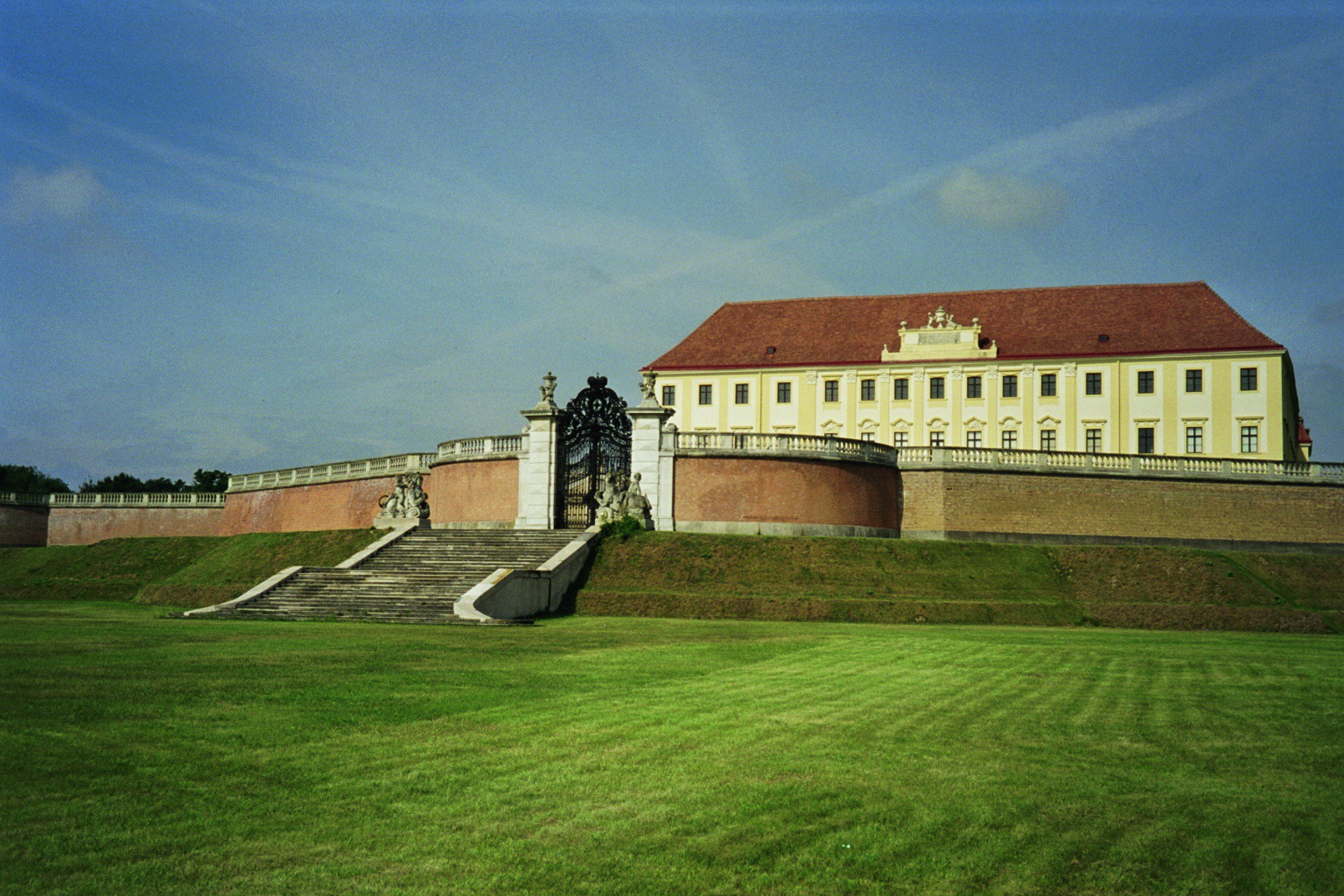
Mitteltreppe auf die 5. Terrasse
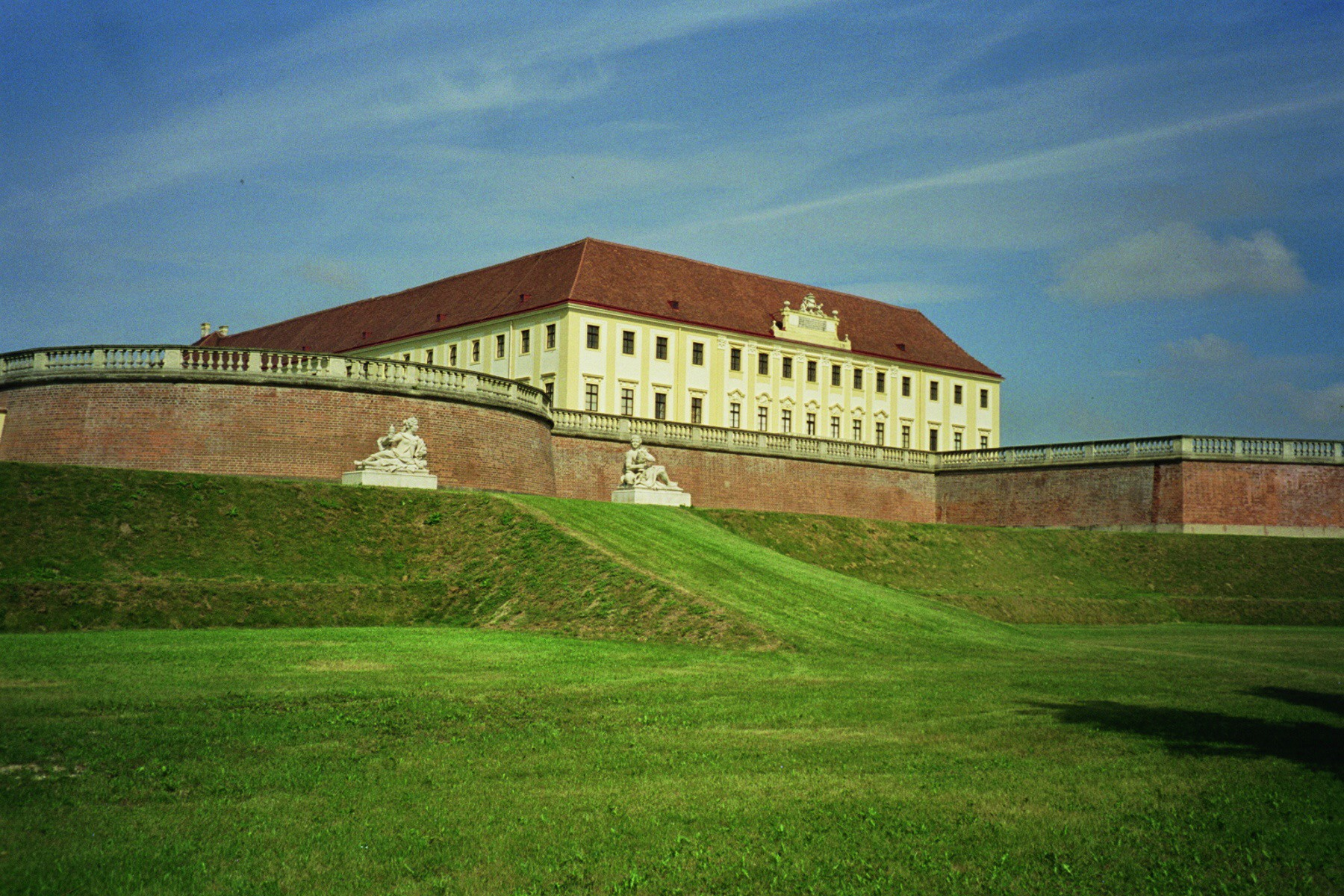
Seitliche Rampe mit Vesta und Bacchus
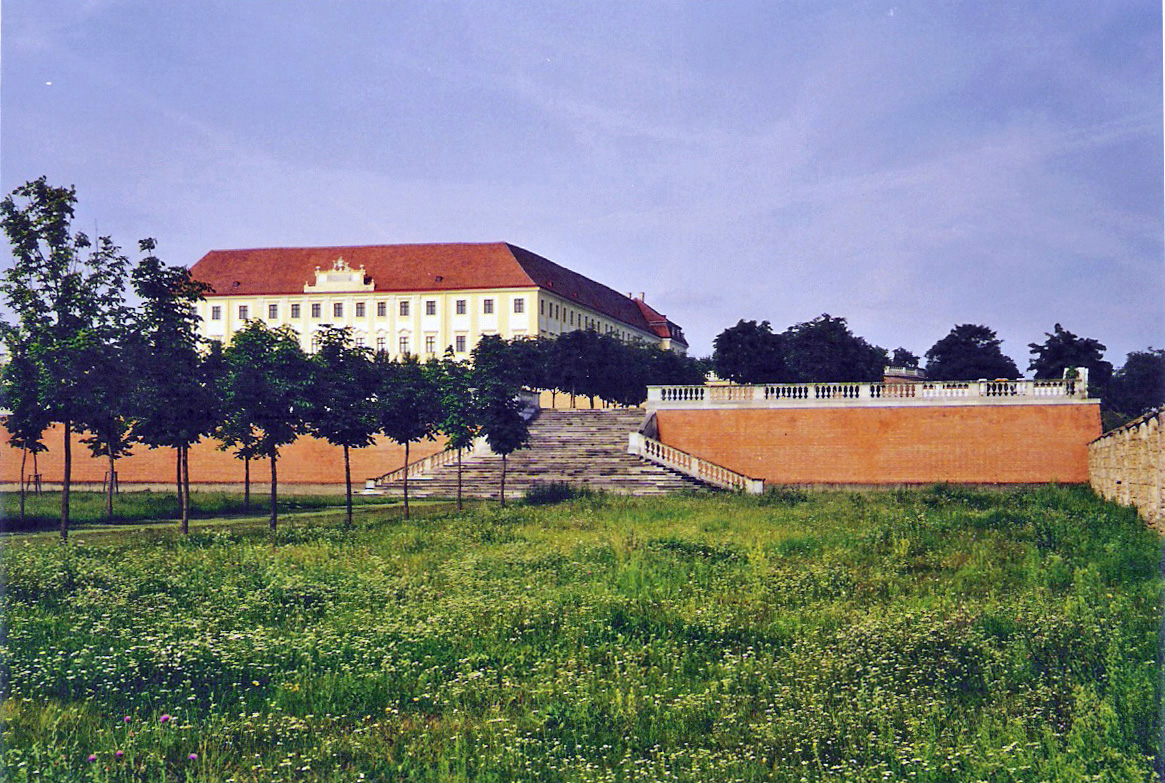
Blick von der 6. Terrasse
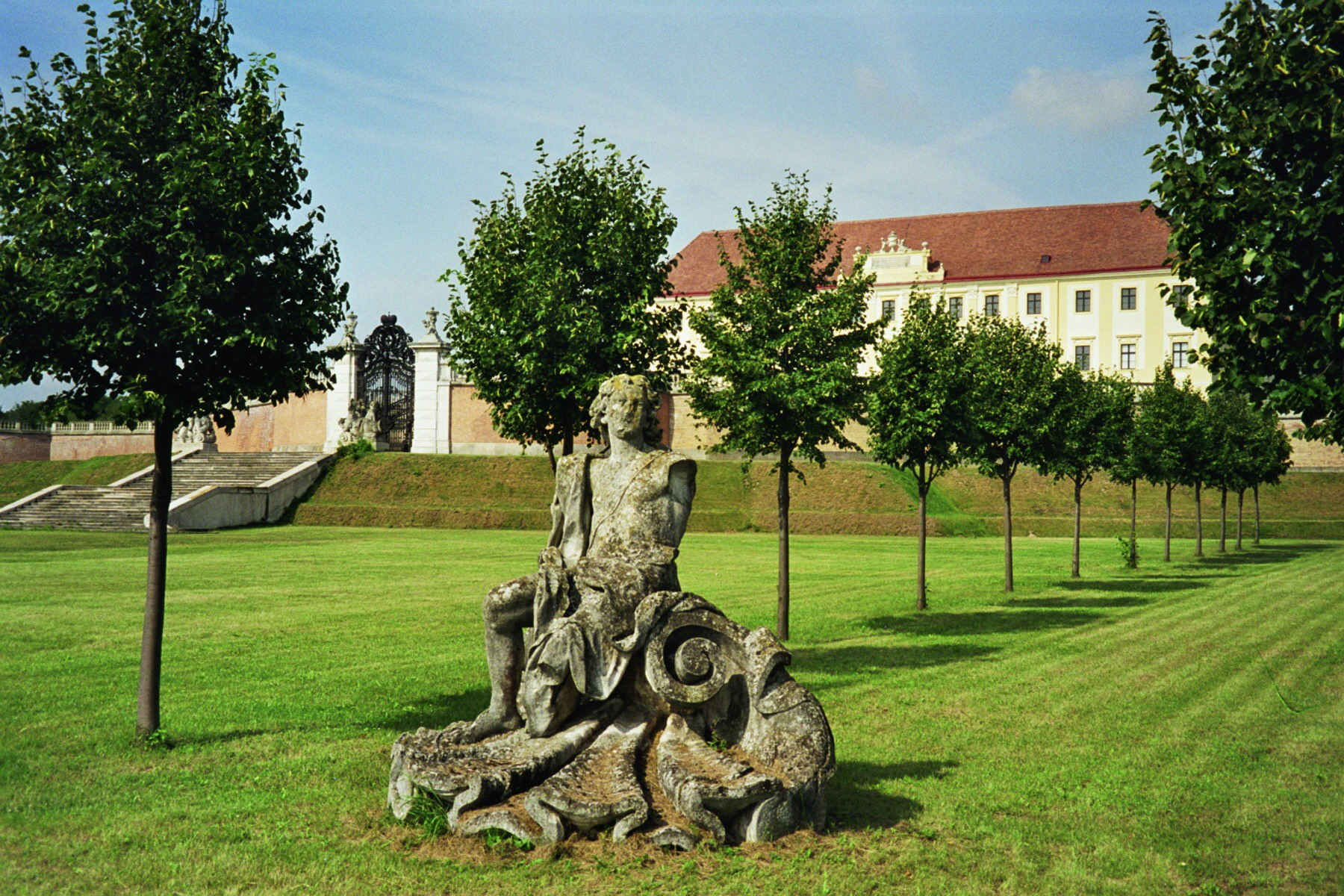
Apollo – Teil der Großen Kaskade
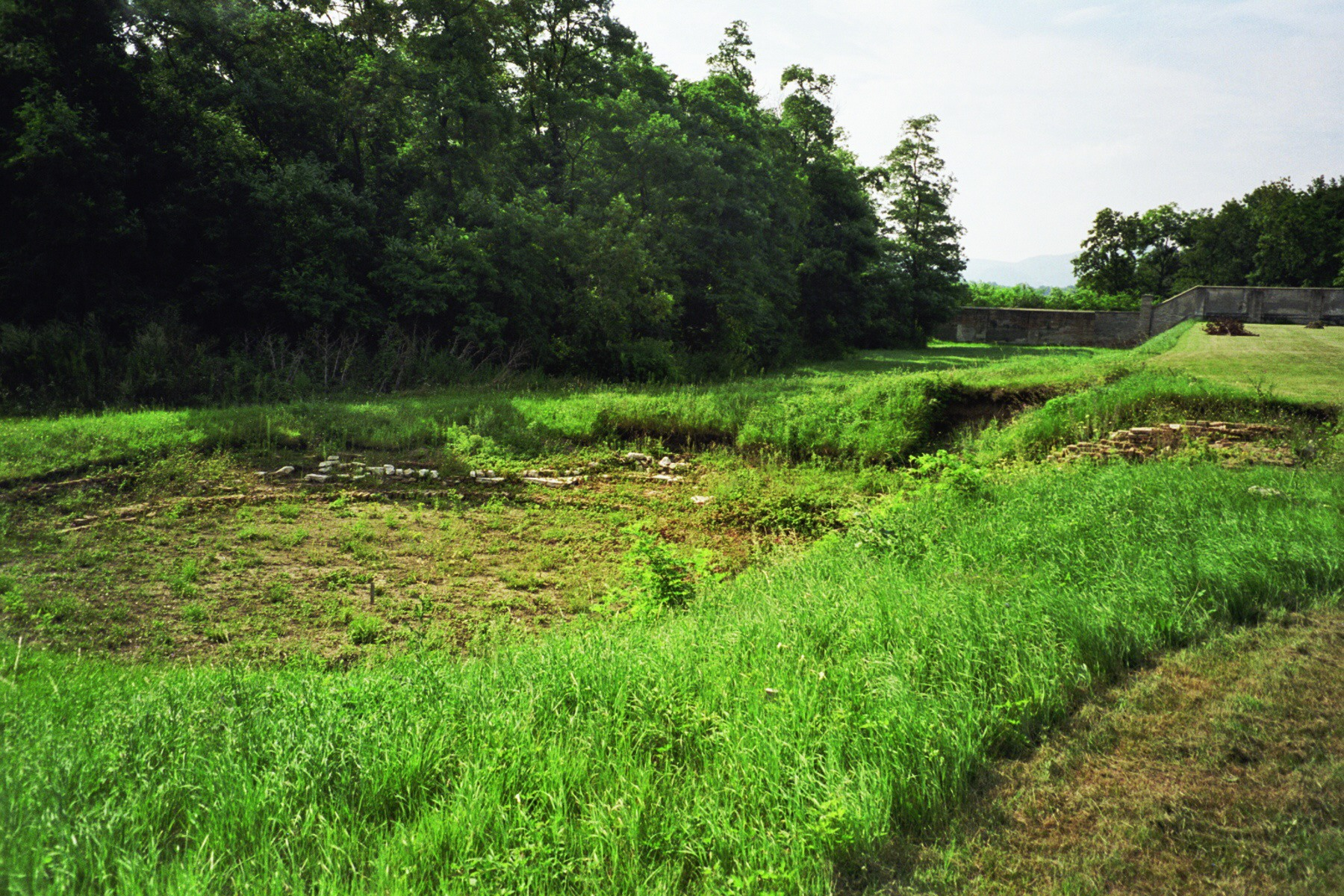
Becken der Kleinen Kaskade
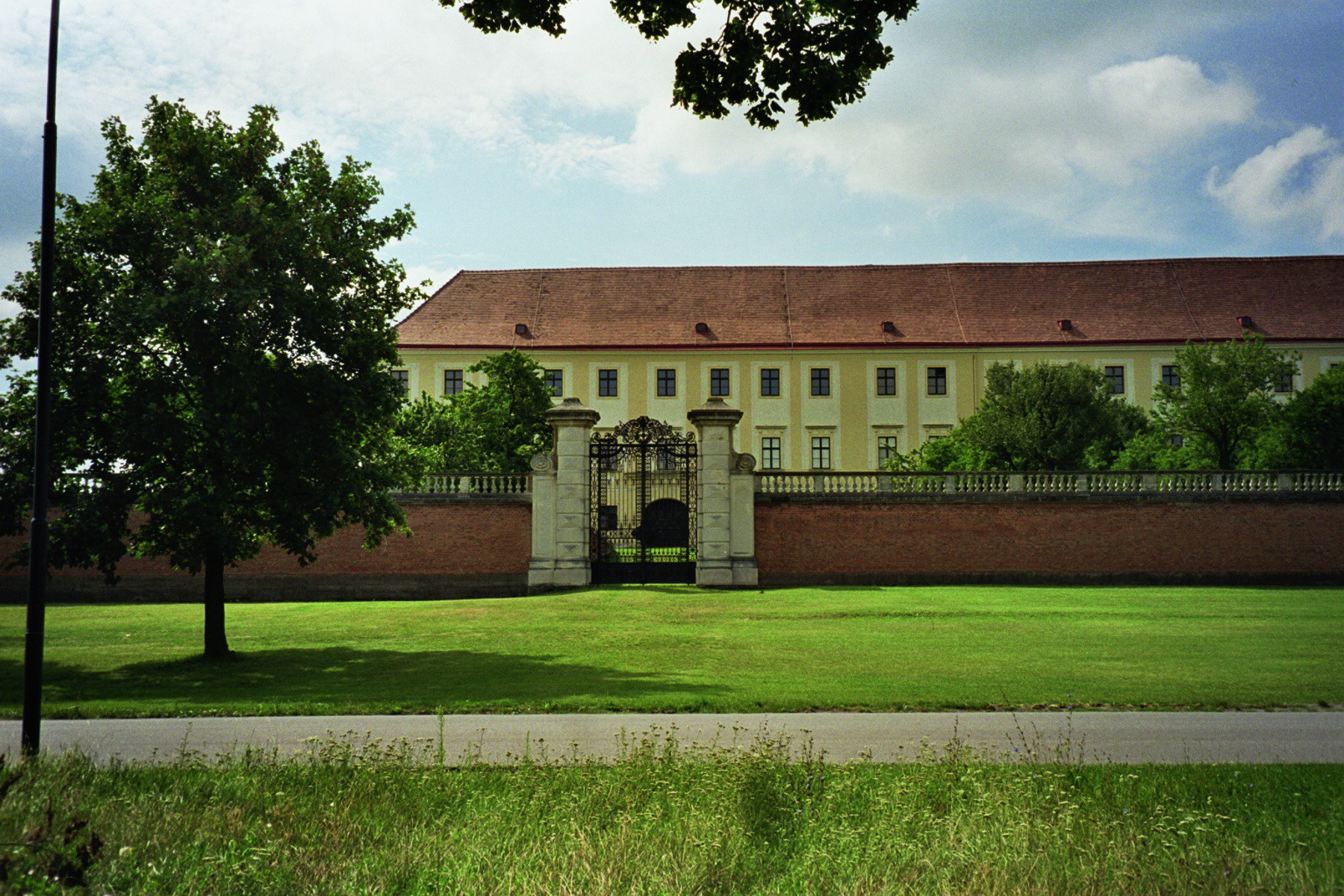
Blick von der alten Bundesstraße
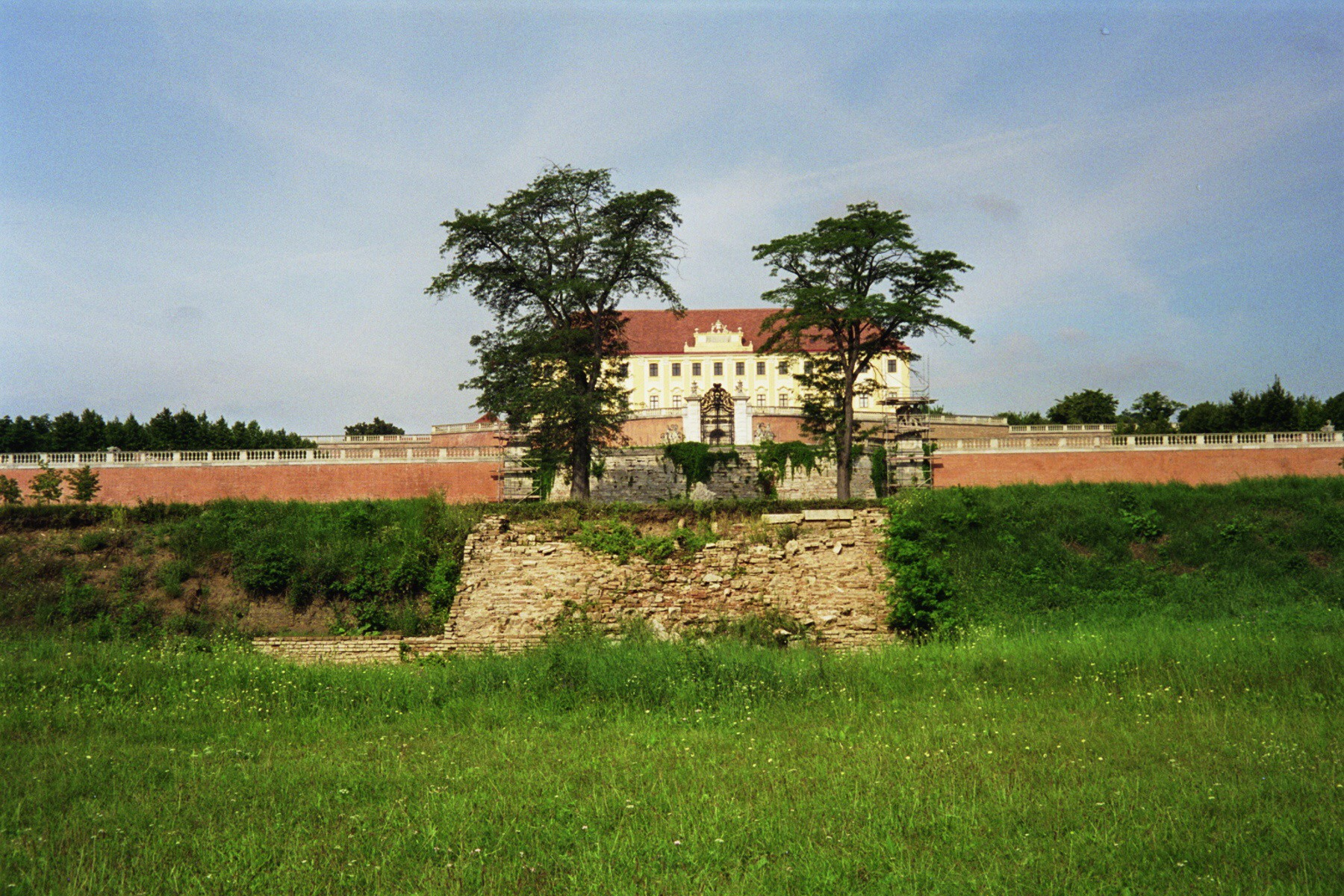
Reste der Kleinen Kaskade
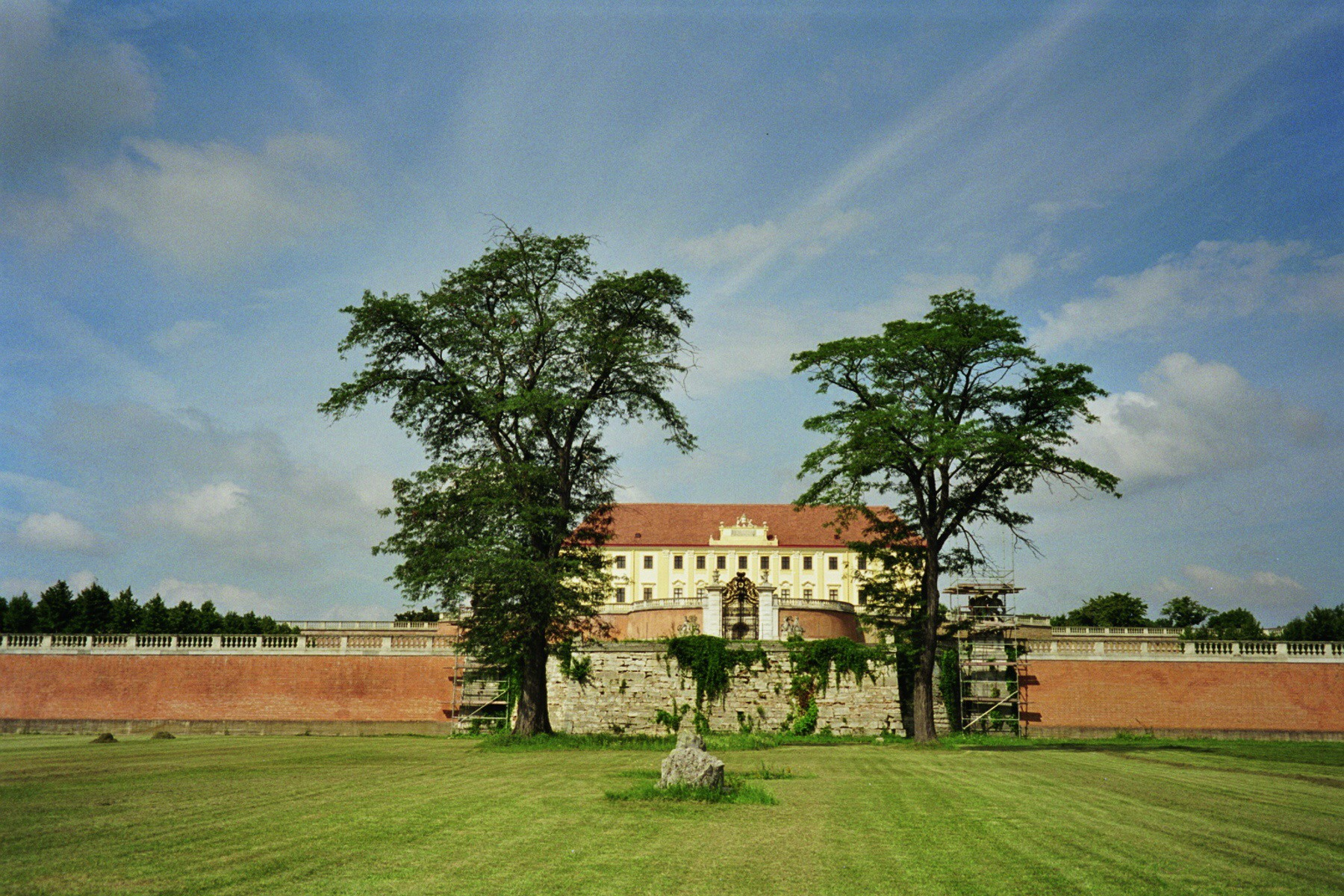
Große Kaskade
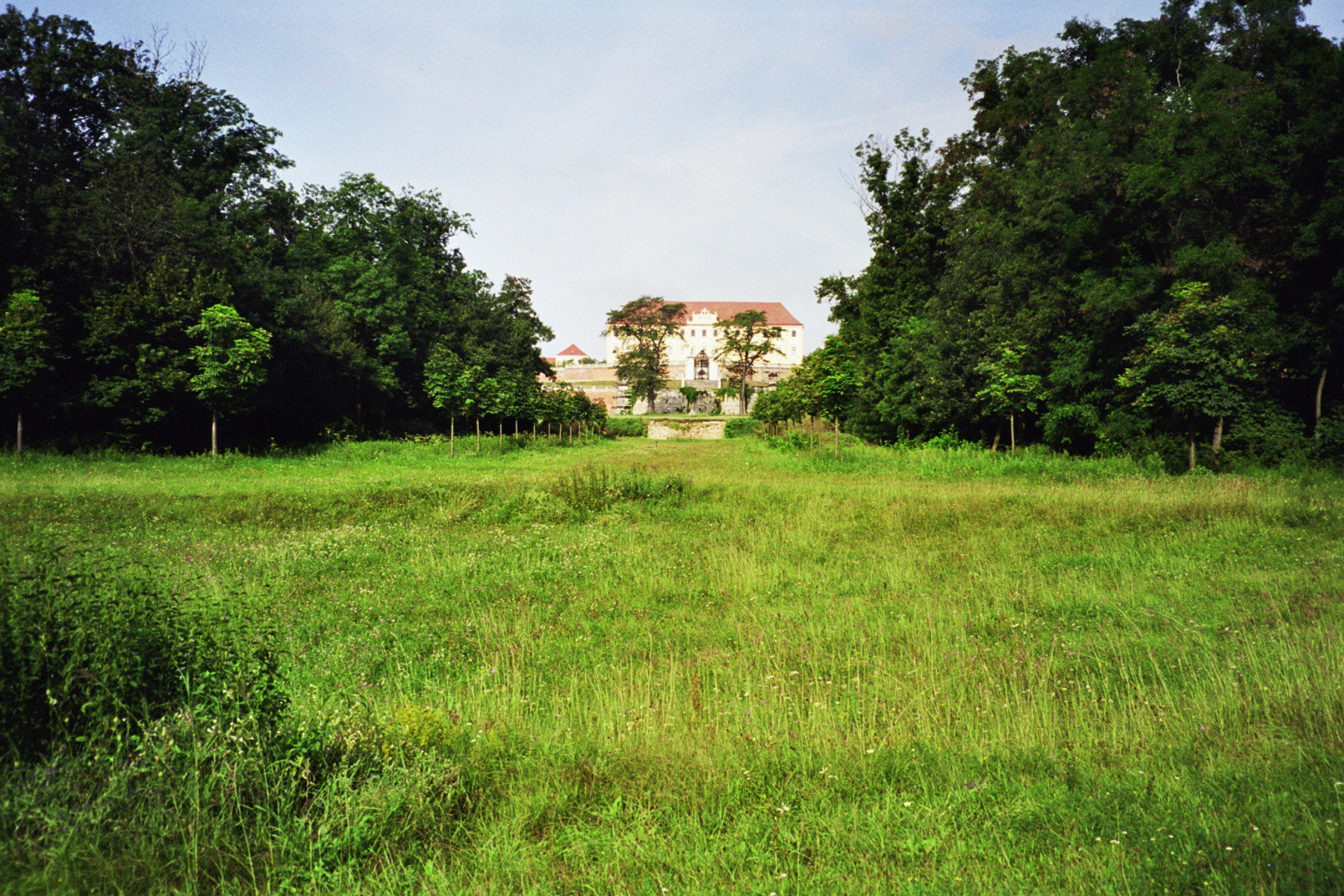
Reste des Beckens auf der 7. Terrasse
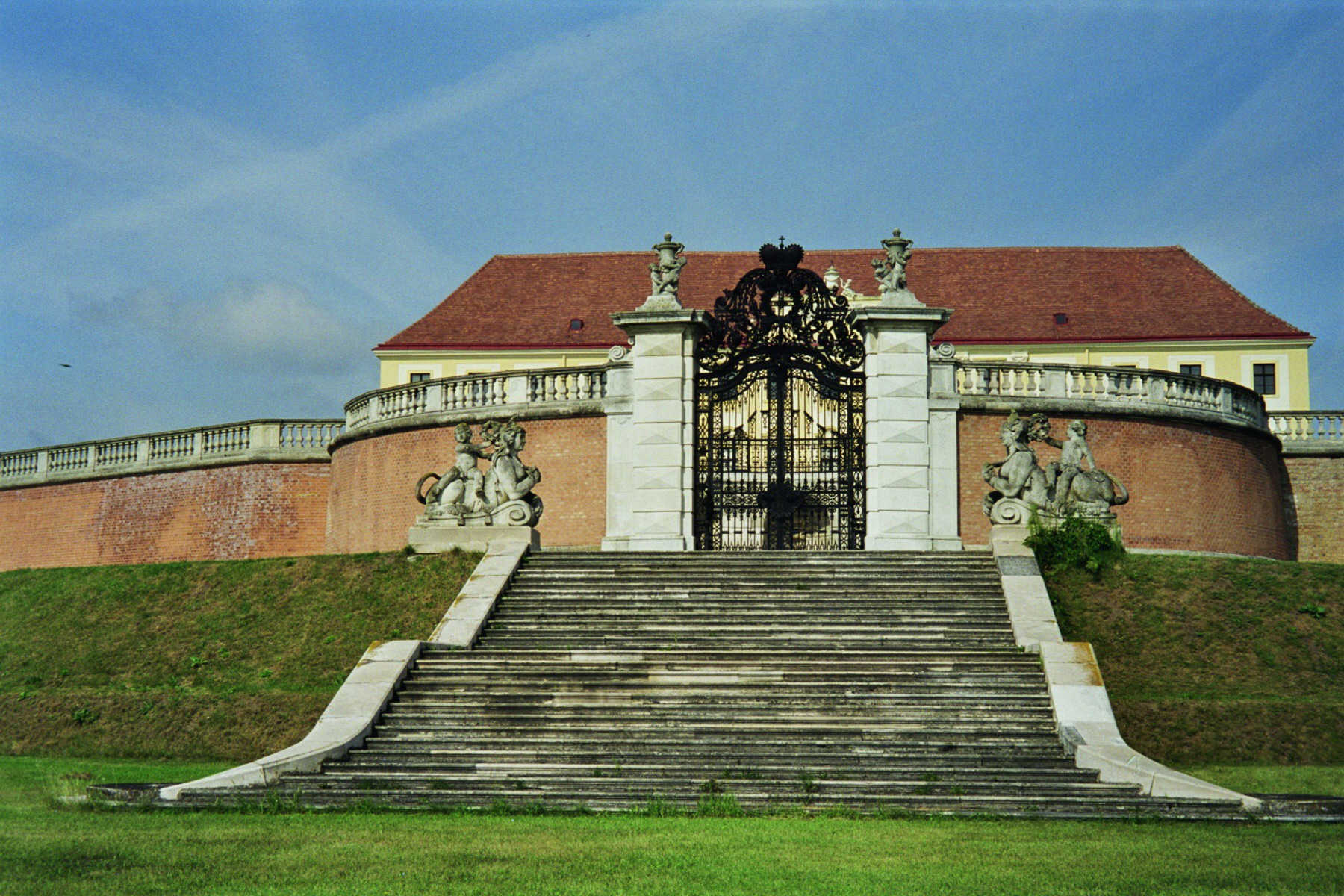
Mitteltreppe zur Brunnengrotte

### Fotos nach der Revitalisierung

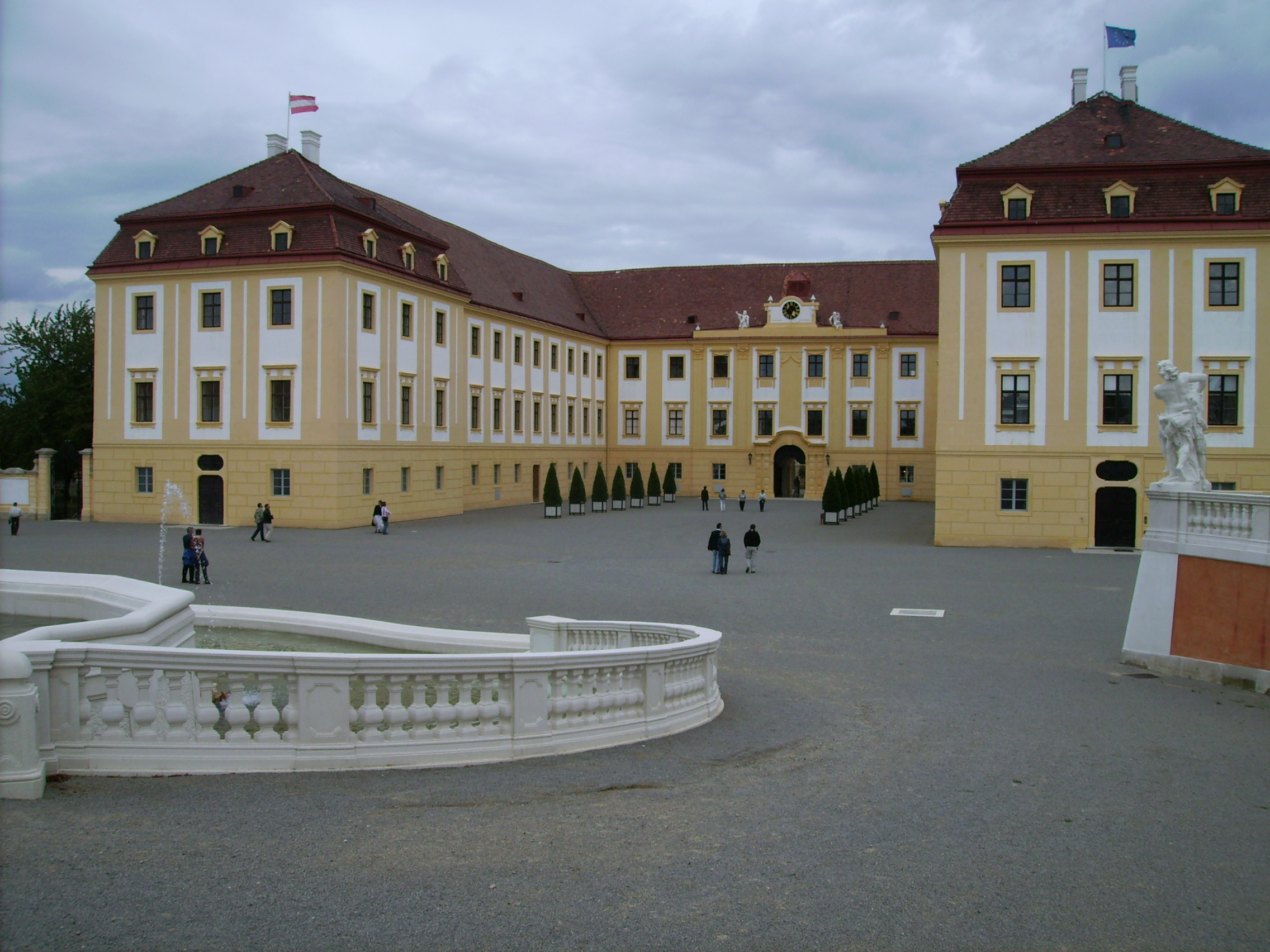
Der Ehrenhof
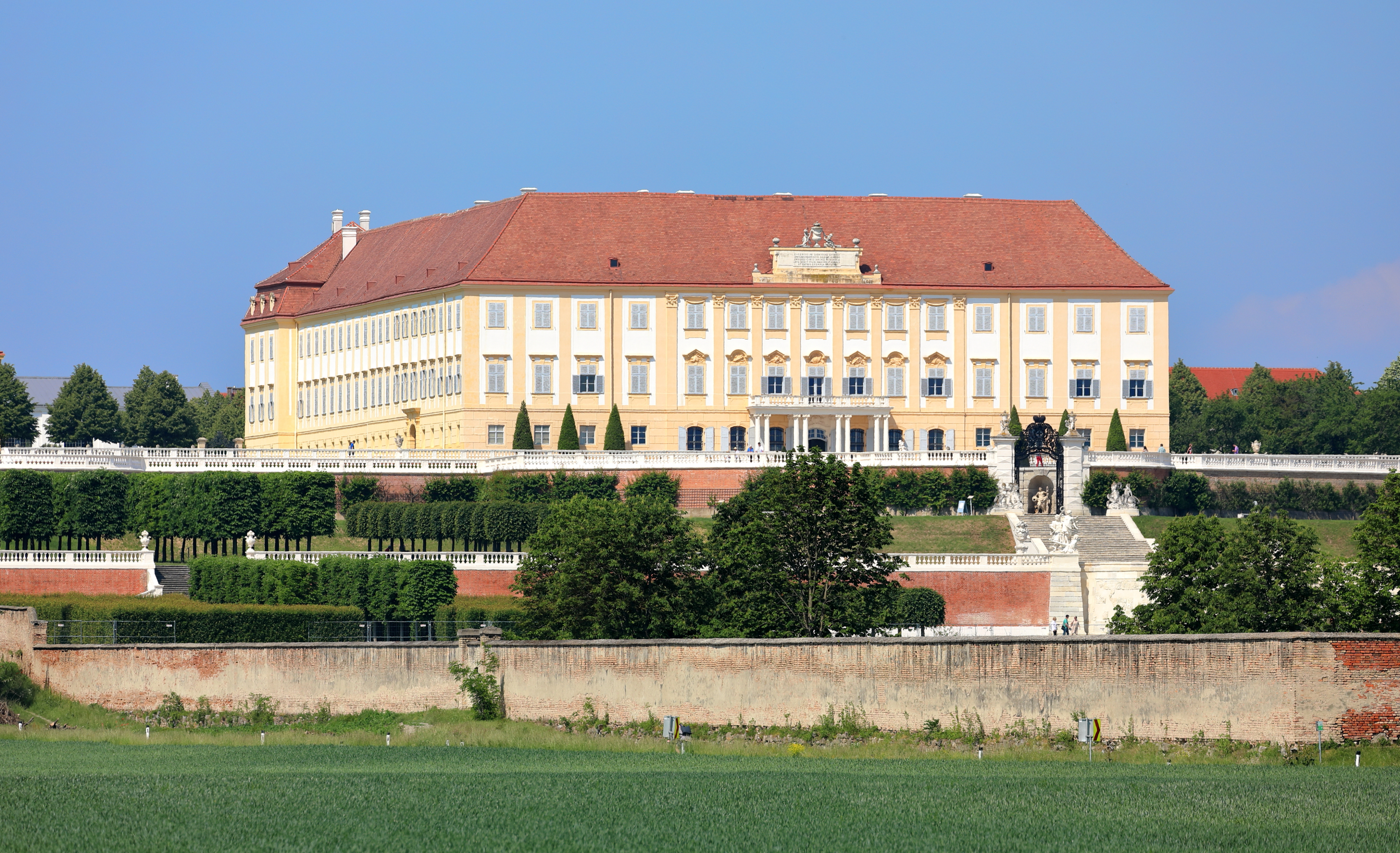
Südwestansicht des Schlossgebäudes mit den Terrassengärten
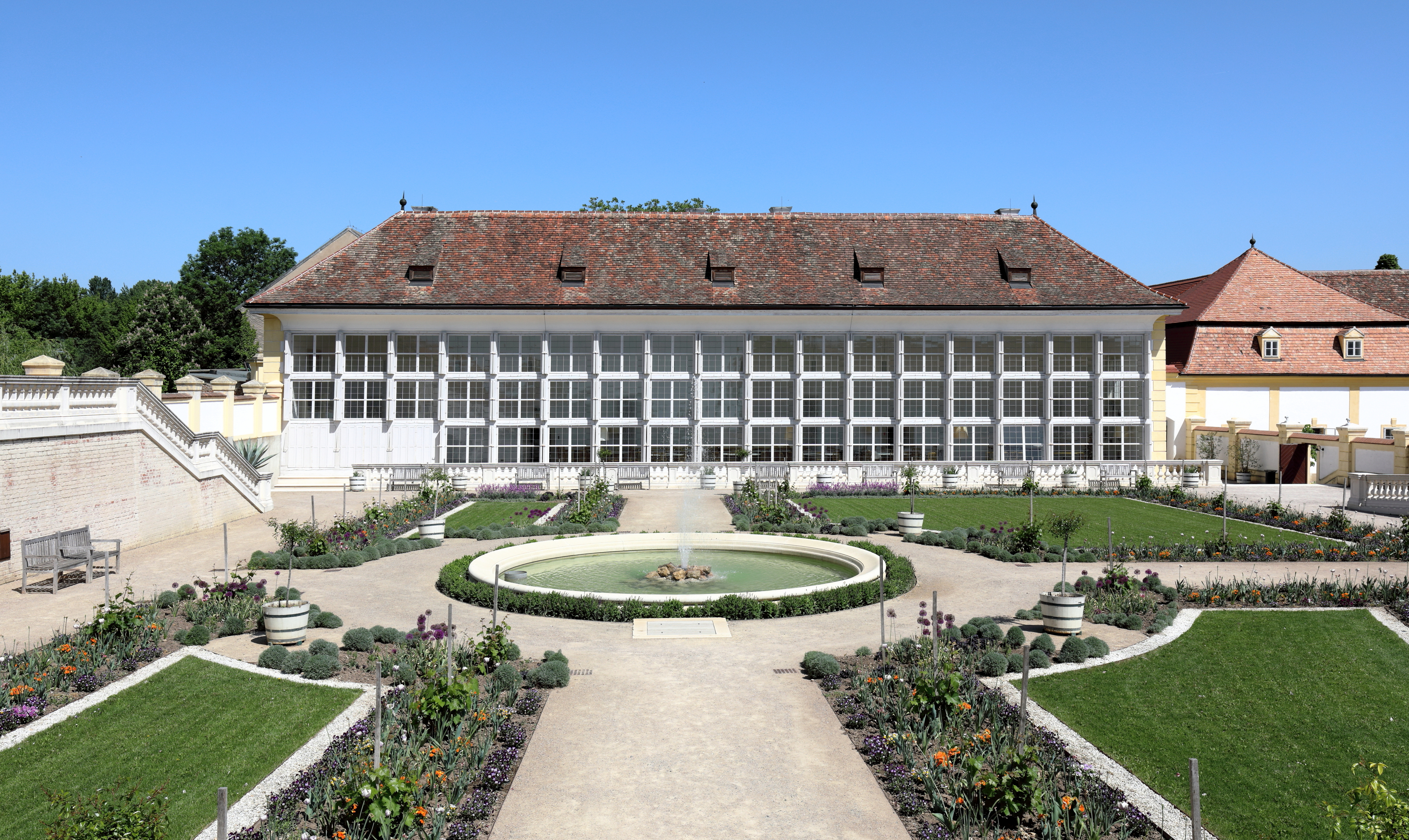
Westseitige Orangerie
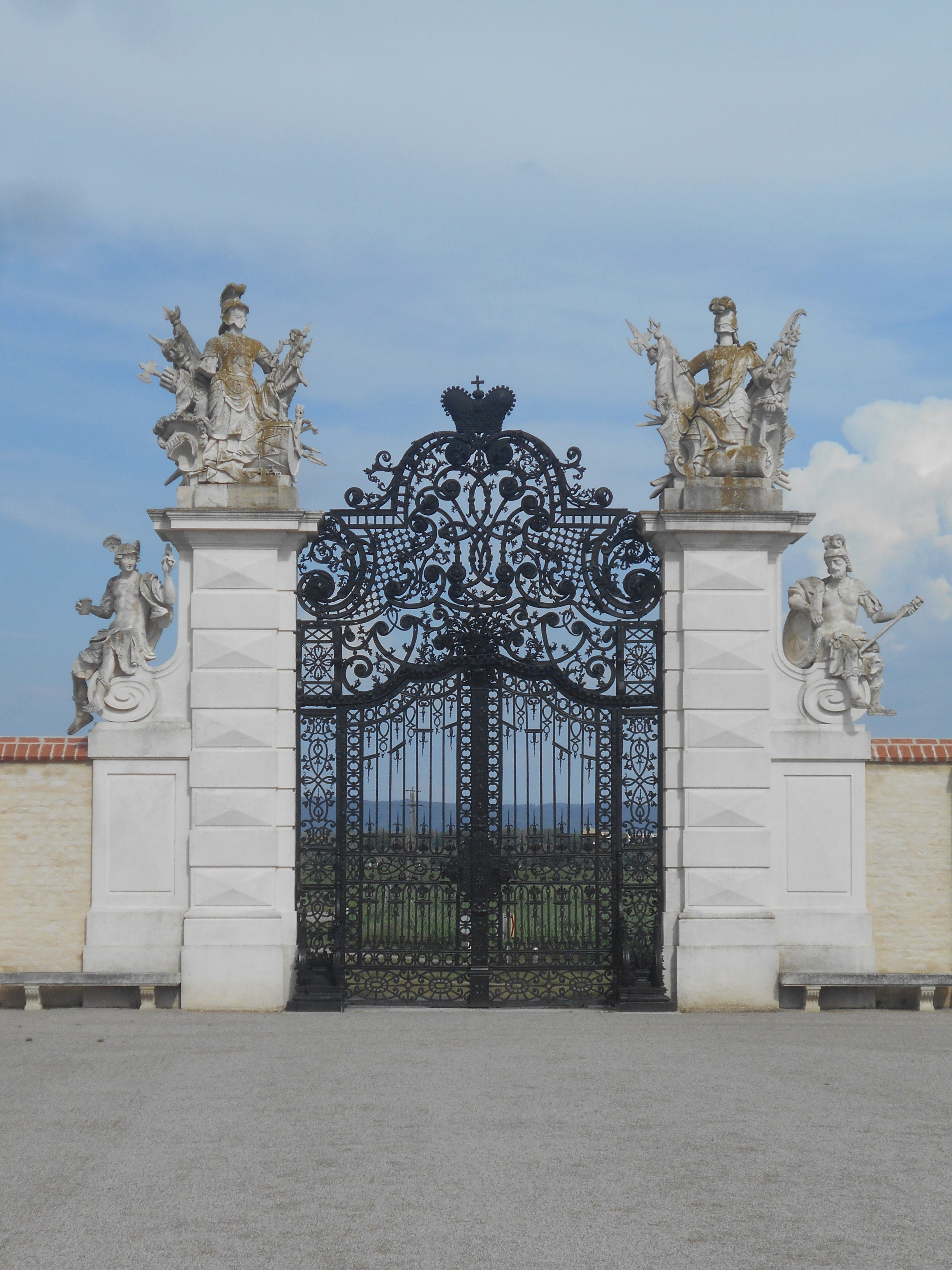
Das renovierte Marchtor